# Игра судбине (1. сезона)
Прва сезона серије Игра судбине емитовала се од 20. јануара 2020. године до 25. јуна 2021. године и има укупно 311 епизода.

## Глумци и њихове улоге
У првој сезони серије ,,Игра судбине" глумило је око 40 глумаца.

### Главне
- Лука Рацо као Алекса Ожеговић
- Стеван Пиале као Лука Каначки
- Милица Милша као Ада Каначки
- Владан Савић као Иван Ожеговић
- Слободан Ћустић као Вукашин Сувобрк
- Оља Левић као Мила Галић
- Милица Томашевић као Нада Галић
- Вук Салетовић као Бојан Галић "Дебељко"
- Даница Ристовски као Љиљана Караматијевић "Лила"
- Снежана Савић као Донка де Саели
- Сандра Бугарски као Марица Панчетовић "Панчета"
- Дарко Томовић као Тихомир Бунчић "Тића"
- Павле Јеринић као Матија Грбић
- Матеа Милосављевић као Софија Шубаревић
- Кристина Јовановић као Јелена Радман
- Аммар Мешић као Страхиња Бунчић
- Јелена Ђукић као Вишња Дулановић
- Драгана Мићаловић као Уна Христић
- Даниела Кузмановић као Катарина Илић
- Славиша Чуровић као Патрић Орландић - Орландо
- Божидар Зубер као Бајо Орландић
- Ива Штрљић као Дијана Ерски (епизоде 6−311)
- Милош Влалукин као Звонимир Лагаторе
- Миљан Давидовић као Јанко Марковић
- Милан Босиљчић као Градимир Комарчевић "Комарац" / Маринко Комарчевић "Свитац"
- Ненад Ненадовић као Томас Брунер

### Епизодне
| Глумац                 | Улога                          |
| ---------------------- | ------------------------------ |
| Југослава Драшковић    | Божидарка Шубаревић ,,Брзутка" |
| Бора Ненић             | Академик Марковић              |
| Данина Јефтић          | Клаудија Чарапина              |
| Бојана Грабовац        | Маријана Јовановић             |
| Бранка Шелић           | Лидија Гарашевић               |
| Јасмина Аврамовић      | Ленка Берберовић               |
| Раде Маричић           | Бошко Каначки                  |
| Милица Буразер         | Ада - млађа                    |
| Ђорђе Николић          | Иван - млађи                   |
| Сара Пејчић            | Олга - млађа                   |
| Татјана Димитријевић   | Ленка - млађа                  |
| Теодора Ристовски      | Лидија - млађа                 |
| Саша Али               | Доктор прошлост                |
| Слађана Влајовић       | гл. мед. сестра прошлост       |
| Мина Лазаревић         | Стана Џелетовић                |
| Иван Томић             | Слободан Џелетовић „Цоле”      |
| Лидија Вукићевић       | Милева Танкосић „Милевица”     |
| Димитрије Илић         | Милорад Обреновић              |
| Саша Јоксимовић        | Максим Шубаревић               |
| Тијана Максимовић      | Жаклина Танкосић               |
| Ивана Дудић            | Нора Залад                     |
| Стојан Ђорђевић        | Вид Залад                      |
| Милорад Дамјановић     | Филип Додић „Дода”             |
| Марко Јовичић          | Јамездин                       |
| Предраг Коларевић      | Директор полиције              |
| Биљана Малетић Заверла | Јасна                          |
| Бојана Ковачевић       | Драгица Бунчић                 |
| Бранко Јеринић         | Матијин отац                   |

## Епизоде
| Бр. еп. (укупно) | Бр. еп. (у сезони) | Наслов          | Редитељ                                 | Сценариста      | Премијера           |
| --- | ------------------ | --------------- | --------------------------------------- | --------------- | ------------------- |
| 1 | 1                  | "Епизода 1.1"   | Михаило Вукобратовић и Станко Милошевић | Жарко Јокановић | 20. јануар 2020.    |
| Алекса и Лука су вршњаци, али долазе из различитих породица. Алекса је одрастао у богатој породици Каначких, а Лука у сиромашној породици Ожеговића. Лука има љубавни однос с Милом, која ради као секретарица у Кан холдингу, предузећу Алексине породице. Алекса се припрема да запроси своју девојку, манекенку Софију Шубаревић. Кад своју одлуку саопшти мајци Ади која живи у Паризу, она размисли о свом повратку у земљу. Међутим, коначну одлуку донесе тек кад на њену имејл-адресу стигне писмо које прети да разори живот читаве њене породице. |                    |                 |                                         |                 |                     |
| 2 | 2                  | "Епизода 1.2"   | Михаило Вукобратовић и Станко Милошевић | Жарко Јокановић | 21. јануар 2020.    |
| Алекса је напет пред мајчин долазак на његову веридбу. Понаша се све горе према својим запосленима и показује бруталност и бахатост. Иван покушава да нађе новац и плати дугове, али му то не полази за руком. Панчета схвата да је Нада, Милина сестра, заљубљена у сестриног дечка Луку, а Мила у Лукиној соби проналази часопис са сликама Софије Шубаревић и тек тада схвата да је Лука њоме опседнут. Софија и Матија кују план како да после венчања узму имовину породици Каначки. Ада је одлучна да пронађе Лидију и провери наводе о замени беба. |                    |                 |                                         |                 |                     |
| 3 | 3                  | "Епизода 1.3"   | Михаило Вукобратовић и Станко Милошевић | Жарко Јокановић | 22. јануар 2020.    |
| Ада без најаве долази у компанију и присуствује бруталном Алексином понашању према Мили. Згрожена, Ада му држи буквицу и изражава своје неслагање са његовим начином управљања. Затим одлази код Лидије и уверава се да је прича о замени беба истинита. Мила ради до касно и на путу ка кући је нападају и пљачкају и она не стиже на време на журку у кафићу Малдиви где цело друштво чека повратника из Немачке Страхињу. Ада доноси одлуку да пронађе свог правог сина Луку Ожеговића. |                    |                 |                                         |                 |                     |
| 4 | 4                  | "Епизода 1.4"   | Михаило Вукобратовић и Станко Милошевић | Жарко Јокановић | 23. јануар 2020.    |
| Адина тетка Лила, бивша учитељица, подржава Аду у њеној одлуци да исправи неправду. Кад схвати да је Мила нападнута и повређена, Алекса повлачи одлуку да јој смањи плату. Даје јој задатак да изабере прстен којим ће запросити Софију. Иван има непријатан разговор са Панчетом око кашњења у плаћању кирије за стан и она му прети избацивањем. Лука поверава Страхињи да се двоуми око евентуалног брака са Милом. Софији се кваре кола кад залута на путу до виле Каначких и она случајно упознаје Луку који јој, одушевљен, нуди своју помоћ. |                    |                 |                                         |                 |                     |
| 5 | 5                  | "Епизода 1.5"   | Михаило Вукобратовић и Станко Милошевић | Жарко Јокановић | 24. јануар 2020.    |
| Ада отворено саопштава Луки да јој се ни његова вереница Софија нимало не допада. Иван тражи од Луке да преузме део одговорности за трошкове становања, што овај одбија. Исте вечери кад Алекса запроси Софију, она завршава у кревету са Матијом. Лука је љубоморан и не може да поднесе да ради као магационер у Алексиној фирми, убеђен да је рођен за веће ствари. Иван тражи новац од зеленаша. Дуго очекивани састанак са немачким инвеститором, неће проћи онако како је Алекса планирао. |                    |                 |                                         |                 |                     |
| 6 | 6                  | "Епизода 1.6"   | Михаило Вукобратовић и Станко Милошевић | Жарко Јокановић | 27. јануар 2020.    |
| Ада је јако узнемирена због Алексиног понашања у фирми. Брунер обилази компанију и ставља своје захтеве о отпуштању већине радника испред свега осталог. Алекса се потпуно слаже, али Ада је одлучна у томе да не дозволи да људи остану без посла. Делегација наилази на магацин у којем Лука са колегама игра карте, намерно провоцирајући Алексу и између њих двојице долази до отвореног физичког сукоба. Ада тек тада схвата да је баш Лука њен син али не стаје ни на чију страну, већ се љути на обојицу. Са Лилом прави план како да обојицу научи памети и то тако што ће им заменити места. |                    |                 |                                         |                 |                     |
| 7 | 7                  | "Епизода 1.7"   | Михаило Вукобратовић и Станко Милошевић | Жарко Јокановић | 28. јануар 2020.    |
| Ада са Вукашином одлази код Ивана и упознаје правог Алексиног оца. Иван се стиди свог сиромаштва али између њега и Аде се осећа разумевање и симпатија. Иако дубоко потресен чињеницом да је живот провео са Луком за којег је мислио да је његов син, Иван пристаје да Ади помогне да излечи и гневног сиромаха и бахатог богаташа, и то тако што ће им заменити места и вратити их у њихове праве породице. Адина намера да их научи шта је живот полако добија обрисе опасног плана |                    |                 |                                         |                 |                     |
| 8 | 8                  | "Епизода 1.8"   | Михаило Вукобратовић и Станко Милошевић | Жарко Јокановић | 29. јануар 2020.    |
| Не обазирући се на мајчине молбе, Алекса сазива састанак запослених на коме им саопштава да ће бити отпуштања. Запослени су у паници. Мила стрепи за себе али и брата, пошто је у блиским односима са момком из складишта који је већ Алекси стао на жуљ. На вечеру код Аде долазе гости. Алексу нервирају породична окупљања, а посебно ситуација када не зна ко су мистериозни гости. И Лука је збуњен раскошном вилом у коју одлази са оцем на вечеру. Када уђу у кућу и поново се угледају, Алекса и Лука насрћу један на другога. Ипак, за обојицу прави шок тек предстоји. |                    |                 |                                         |                 |                     |
| 9 | 9                  | "Епизода 1.9"   | Михаило Вукобратовић и Станко Милошевић | Жарко Јокановић | 30. јануар 2020.    |
| Шокантно сазнање да су још као бебе замењени више погађа Алексу, који бес покушава искалити на Луки, нарочито када види да се између Аде и Луке успоставља однос разумевања и нежности. Ипак, ово вече младићи ће упамтити јер их Ада обавештава да је време да после 30 година замене места. Неочекивани расплет ражестиће Алексу и он почиње да прети упућујући Ади најгоре речи. Матија и Софија кују планове да би се прилагодили новонасталим околностима. |                    |                 |                                         |                 |                     |
| 10 | 10                 | "Епизода 1.10"  | Михаило Вукобратовић и Станко Милошевић | Жарко Јокановић | 31. јануар 2020.    |
| Ада моли Матију да се нађе Луки који сада преузима Алексино место у фирми. Она и не слути да њен нећак има нове планове како да их уништи. Након што на послу добије напад мучнине, Мила долази кући где се суочава са Панчетином констатацијом да је можда трудна. Након опијања у хотелској соби, Алекса схвата да су све његове картице угашене, док у исто време Лука од Аде добија све привилегије, али и ново презиме, на које се, по свој прилици брзо навикава. |                    |                 |                                         |                 |                     |
| 11 | 11                 | "Епизода 1.11"  | Михаило Вукобратовић и Станко Милошевић | Жарко Јокановић | 3. фебруар 2020.    |
| Ада има спремне услове за Луку - да би живео свој нови живот мораће да их испуни, све до једног. Алекса долази до Софије, али јој Матија не дозвољава да отвори. Кад очајан оде у свој стари дом, Вукашин му не дозвољава да уђе. На балкону се појављује Ада којој се нимало није допала сцена коју је видела. Она пристаје на разговор са Алексом, а оно што јој је он рекао ни мало јој се није свидело. |                    |                 |                                         |                 |                     |
| 12 | 12                 | "Епизода 1.12"  | Михаило Вукобратовић и Станко Милошевић | Жарко Јокановић | 4. фебруар 2020.    |
| Алекса успева да убеди Аду да ураде ДНК анализе које ће да покажу ко говори истину - да ли он или "двојица превараната". Лука постаје унезверен када је сазнао да треба да даје крв, док Иван прави тајни пакт са Адом. Софија саопштава Алекси да раскида веридбу и захтева да моментално напусти њен стан и да се више никада не појави. |                    |                 |                                         |                 |                     |
| 13 | 13                 | "Епизода 1.13"  | Михаило Вукобратовић и Станко Милошевић | Жарко Јокановић | 5. фебруар 2020.    |
| Након страшне спознаје да је Софија са њим била само због новца, Алекса добија још један шамар, овог пута од свог брата Матије, а финални ударац му задају разбојници на улици који му краду једину преосталу материјалну вредност - сат. Матија задовољно трља руке након што Софија испуни његов захтев, али не слути да му спрема освету. На праг Ожеговића стиже очајни Алекса. |                    |                 |                                         |                 |                     |
| 14 | 14                 | "Епизода 1.14"  | Михаило Вукобратовић и Станко Милошевић | Жарко Јокановић | 6. фебруар 2020.    |
| Алекса одлази на спавање и док покушава да заспи планира освету свима који су га издали. Када је отишао да се истушира, у купатилу затиче Милу која не може да сакрије свој шок због његовог присуства. Али Мила није једина шокирана. Лука се спрема за свој први радни дан на новом послу, а један Вукашинов гест јасно му ставља до знања да ствари неће ићи тако лако као што је замислио. |                    |                 |                                         |                 |                     |
| 15 | 15                 | "Епизода 1.15"  | Михаило Вукобратовић и Станко Милошевић | Жарко Јокановић | 7. фебруар 2020.    |
| Матија саопштава Софији да се Лука забавља са секретарицом Милом, а њих двоје су решени да је склоне. Лука у пратњи Аде долази у Кан Холдинг, а када је у своју бившу фирму стигао Алекса, обезбеђење га избацује наглавачке. Лука одлучује да све отпуштене врати назад у фирму, а док Ада запосленима представља новог генералног директора, говор прекида Алекса. |                    |                 |                                         |                 |                     |
| 16 | 16                 | "Епизода 1.16"  | Михаило Вукобратовић и Станко Милошевић | Жарко Јокановић | 10. фебруар 2020.   |
| Иван одлази у полицију да пријави крађу, али успут напада Алексу и тражи му да врати паре јер ће га убити зеленаши. Матија сервира Ади лажну причу о Алекси и тако добија одвезане руке у фирми. Сада је на реду Софија. Она и Лука завршавају у сауни, а ту је и човек који треба да их сними на делу. |                    |                 |                                         |                 |                     |
| 17 | 17                 | "Епизода 1.17"  | Михаило Вукобратовић и Станко Милошевић | Жарко Јокановић | 11. фебруар 2020.   |
| Лука прави џумбус у базену луксузног спа центра у који је дошао по Матијином предлогу. Иако је у првом налету успео да одоли Софијиним чарима и нагом телу, на масажи долази до преокрета, а Мила је све то видела својим очима, као и Алекса. |                    |                 |                                         |                 |                     |
| 18 | 18                 | "Епизода 1.18"  | Михаило Вукобратовић и Станко Милошевић | Жарко Јокановић | 12. фебруар 2020.   |
| Инциденти из СПА центра настављају се на улици. Алекса провоцира Луку па њих двојица започињу тучу! Док се Иван жалио свом најбољем пријатељу да су му украли паре, кривац се сам препознаје. Панчета показује Ади фотографију свог Жилета алудирајући на Алексину сличност са њим. Ада остаје без текста. Софија и Матија настављају са својим пакленим планом, свако у свом кругу деловања - она са Луком, а он са нарко-картелом. |                    |                 |                                         |                 |                     |
| 19 | 19                 | "Епизода 1.19"  | Михаило Вукобратовић и Станко Милошевић | Жарко Јокановић | 13. фебруар 2020.   |
| Док Лука покушава да убеде Милу да разговара са њим, Матија јој шаље компромитујуће фотографије из сауне. Матија зове Софију како би је упозорио да се не јавља Звонимиру, али прекасно. У канцеларију Матија позива једног од запослених у Кан Холдингу и експлицитно му прети животом уколико било ко буде сазнао да користи камионе фирме за сопствени бизнис. Мила почиње да флертује са Алексом. |                    |                 |                                         |                 |                     |
| 20 | 20                 | "Епизода 1.20"  | Михаило Вукобратовић и Станко Милошевић | Жарко Јокановић | 14. фебруар 2020.   |
| Мила се налази са Луком и саопштава му да је разочарана и тужна. Стање се додатно погоршало када га је Софија позвала на телефон, а уместо Луке се јавила Мила. Панчета је решена да заведе Алексу који и не слути шта га чека, баш као и Дебељко који ће бити увучен у незаконите радње. Лука одлази да се обрачуна са Софијом, али му се њен гест ни мало неће свидети. |                    |                 |                                         |                 |                     |
| 21 | 21                 | "Епизода 1.21"  | Михаило Вукобратовић и Станко Милошевић | Жарко Јокановић | 17. фебруар 2020.   |
| Мајка упозорава Аду да ће јој се обити о главу што је болећива према Матији, сину своје покојне сестре. Алекса доживљава шок кад се пробудио поред Панчете, баш као и Мила која га је с њом затекла. Ада се пожалила Вукашину да им ствари измичу контроли, а проблем је због Софије. |                    |                 |                                         |                 |                     |
| 22 | 22                 | "Епизода 1.22"  | Михаило Вукобратовић и Станко Милошевић | Жарко Јокановић | 18. фебруар 2020.   |
| Панчета је изненађена оним што је чула од Алексе. Помало затечена, питала га је да ли се њему допада Мила. Сплектама које Софијин ум спрема нема краја. У покушају да подигне кредит, Алекса наилази на ново разумевање, али то није једини проблем. Док је Лука давао свој први интервју и то у програму уживо, догодила се сцена због које је углед фирме био доведен у питање. |                    |                 |                                         |                 |                     |
| 23 | 23                 | "Епизода 1.23"  | Михаило Вукобратовић и Станко Милошевић | Жарко Јокановић | 19. фебруар 2020.   |
| После Лукиног интервјуа Брунер почиње да прави проблеме. Матија обавештава Аду о томе шта је Лука урадио и она је у шоку. Али није једина. И Мила се шокирала још више. После батина које је добио у притвору, Алекса трпи још један напад, овог пута далеко озбиљнији. |                    |                 |                                         |                 |                     |
| 24 | 24                 | "Епизода 1.24"  | Михаило Вукобратовић и Станко Милошевић | Жарко Јокановић | 20. фебруар 2020.   |
| На Софијина врата лупа непознат гост, она се враћа у кревет код Матије решена да не отвори. Алексу пуштају из притвора, а на доручку са Адом, Мила саопштава шта мисли о Лукиној понуди да постане заменица генералног директора. Комарац наставља са претњама, а овог пута Ивана уцењује новим сином. Ивану не преостаје ништа друго него да се обрати Луки. Једно пријатељство дошло је на издисај је када у њега Матија уплео своје прсте. Мила жели да чује зашто је Лука зао према Ивану. |                    |                 |                                         |                 |                     |
| 25 | 25                 | "Епизода 1.25"  | Михаило Вукобратовић и Станко Милошевић | Жарко Јокановић | 21. фебруар 2020.   |
| Лука без икаквих питања улази у посао са Матијом и Звонимиром. Тића Лењин смишља начин како да Ивану врати паре које је његов син украо из стана. Долази до дворишта и убацује новац кроз прозор, али притом ломи стакло. Он не слути да се у кући налази управо Страхиња, који први долази до новца и поново га краде. Вукашин отворено пита Аду шта зна о Софијином и Матијином односу. Тетка Лила прети видно узнемиреној Вишњи. |                    |                 |                                         |                 |                     |
| 26 | 26                 | "Епизода 1.26"  | Михаило Вукобратовић и Станко Милошевић | Жарко Јокановић | 24. фебруар 2020.   |
| Алекса поново налеће на Милу у купатилу. Када се понуди да му санира повреде из притвора, Алекса је грубо одбија. Матија завршава Софији још један посао - постаје заштитно лице Кан холдинга. Ада предлаже Луки да запосли Ивана као менаџера у компанији, чему се он одлучно супротставља. Када су је Дебељко и Мила притисли у вези Страхиње, Нада губи компас и каже им да воли другог. Панчета предлаже Алекси паклени план. |                    |                 |                                         |                 |                     |
| 27 | 27                 | "Епизода 1.27"  | Михаило Вукобратовић и Станко Милошевић | Жарко Јокановић | 25. фебруар 2020.   |
| Дебељку није јасно како ће превозити робу без радног налога. Ада тражи услугу од Орланда и није спремна да чује "не", а да би му ставила до знања колико је озбиљна, прети му отказом. Маћеха Адиног мужа ненајављено стиже у дом Каначких. Бароница Донка је дошла по половину породичног богатства, али је Ада избацује из куће и строго забрањује Вукашину и Вишњи да пред Лилом помињу шта се десило. Алекса долази код Луке у фирму и настаје општа фрка. |                    |                 |                                         |                 |                     |
| 28 | 28                 | "Епизода 1.28"  | Михаило Вукобратовић и Станко Милошевић | Жарко Јокановић | 26. фебруар 2020.   |
| Ада тражи да је Вукашин одвезе на једну адресу, али ту настаје проблем. Особа коју тражи тренутно није у земљи. Алекса тражи од Луке да га врати у фирму. Он пристаје, али га враћа на позицију са које га је Алекса својевремено отпустио - у магацин. Софија захтева од Матије да да отказ Јелени јер ће му у супротном направити пакао од живота. |                    |                 |                                         |                 |                     |
| 29 | 29                 | "Епизода 1.29"  | Михаило Вукобратовић и Станко Милошевић | Жарко Јокановић | 27. фебруар 2020.   |
| Мила је очитала буквицу Нади због начина на који је упала код Луке у канцеларију, а када је Нада покушала да пребаци Алекси због догађаја, он схвата да је заљубљена у Луку. Због чињенице да се Ада ангажовала на проналажењу посла за Ивана, Вукашин показује знаке љубоморе. Али, Вукашин није њен једини проблем јер се стање са послом и Луком све више компликује. |                    |                 |                                         |                 |                     |
| 30 | 30                 | "Епизода 1.30"  | Михаило Вукобратовић и Станко Милошевић | Жарко Јокановић | 28. фебруар 2020.   |
| Вукашин одлази код Донке како би сазнао шта смера. Један од запослених саопштава Матији да се не радује што је преправљао финансијске извештаје. Како би могао да оде на пријем, Мила позајмљује Алекси смокинг свог покојног оца. Вишња одлучује да позове Донку и пита је какав посао има да јој понуди. Ада отворено прети Софији и каже јој да се клони Луке. Сви су се згранули када су на пријему угледали Алексу и то у Милином друштву. |                    |                 |                                         |                 |                     |
| 31 | 31                 | "Епизода 1.31"  | Михаило Вукобратовић и Станко Милошевић | Жарко Јокановић | 2. март 2020.       |
| Већ приликом првог утовара робе, Дебељко схвата да је упао у прљаве послове. Начин на који покушава да се оправдава пред Милом, Луки не доноси баш ништа. Између њих двоје се ствара све већи јаз који додатно продубљују Матијине лажи. Утеривач долази код Ивана у стан и тамо затиче Наду. Након што модна креаторка почне да флертује са Иваном, Ада ће осетити изненадни напад љубоморе. |                    |                 |                                         |                 |                     |
| 32 | 32                 | "Епизода 1.32"  | Михаило Вукобратовић и Станко Милошевић | Жарко Јокановић | 3. март 2020.       |
| Дебељка зауставља полиција, а Звонимир прети Матији да ће бити мртав ако има доушника у фирми. Ада тражи од Вукашина да јој доведе Милу након што Лука оде на посао, а онда почиње да се жали Вишњи да се њена другарица Дијана, иначе модна креаторка, обрушила на Ивана као орлушина. Матија убацује дрогу Луки у пиће. |                    |                 |                                         |                 |                     |
| 33 | 33                 | "Епизода 1.33"  | Михаило Вукобратовић и Станко Милошевић | Жарко Јокановић | 4. март 2020.       |
| Дијана наставља да смара Аду питањима о Ивану, што њој ни мало не прија и зато одлучује да јој каже: "Он је отац наше деце". Пијану Милу Алекса доводи у стан, не слутећи да ће доћи до праве сцене са укућанима. Вукашин по налогу одлази код Божидарке Шубаревић. После ноћи у којој је попио прашак за успављивање, Лука се буди у Софијином стану. |                    |                 |                                         |                 |                     |
| 34 | 34                 | "Епизода 1.34"  | Михаило Вукобратовић и Станко Милошевић | Жарко Јокановић | 5. март 2020.       |
| Вукашин одводи Софијину мајку у ресторан и претећим тоном захтева од ње да му каже све о Софији и њиховој породици. Долази код Аде и саопштава јој да Софија има неку велику зверку која је штити. Матија позива Јелену код себе у стан, али када чује да планира "тројку", неће се лепо провести. Ипак, он проналази решење да је доведе у још већу заблуду. Вишња долази код баронице како би сазнала детаље о њеном пословном предлогу. Панчета је љута на Тићу и тражи од њега да демантује гласине, јер јој је направио проблем са "дечком". |                    |                 |                                         |                 |                     |
| 35 | 35                 | "Епизода 1.35"  | Михаило Вукобратовић и Станко Милошевић | Жарко Јокановић | 6. март 2020.       |
| Ада убеђује Милу да не оставља Луку, а Дијана наставља да заводи Ивана. Унезверена од страха, Нада улеће у кафић и пада у наручје Страхињи. Његова очекивања брзо падају у воду када је схватио да је то урадила због Комарца, а не због љубави. Бароница наставља да прикупља податке о Кан Холдингу. Ада се среће са Алексом како би му вратила сат, али наилази на његово комплетно одбијање. Када је сазнао да се Мила љубила са Алексом, Лука губи разум. |                    |                 |                                         |                 |                     |
| 36 | 36                 | "Епизода 1.36"  | Михаило Вукобратовић и Станко Милошевић | Жарко Јокановић | 9. март 2020.       |
| Лука долази код Софије. На њено велико изненађење, он није дошао зато што је успела да га заведе, већ зато што за њу има озбиљну понуду од много цифара. Мила схвата да је Дебељку лоше због Јелене, а биће му још горе када чује да је Нада у страху од Комарца пољубила Страхињу. Ада је очајна због Алексиног упорног одбијања да са њом има било какав контакт. У сузама се поверава Лили. |                    |                 |                                         |                 |                     |
| 37 | 37                 | "Епизода 1.37"  | Михаило Вукобратовић и Станко Милошевић | Жарко Јокановић | 10. март 2020.      |
| Јелена не може да верује да Лука од ње тражи исто што је Алекса тражио од Миле кад је хтео да запроси Софију. Лењих оптужује Страхињу да је поново украо новац који је он наменио Ивану за отплату дугова. Бароница вреба Ивана, нарочито кад је сазнала да га је Ада запослила у клубу. С друге стране, једино што мучи Аду је да Алекса не буде убијен, као што је то био Далибор. |                    |                 |                                         |                 |                     |
| 38 | 38                 | "Епизода 1.38"  | Михаило Вукобратовић и Станко Милошевић | Жарко Јокановић | 11. март 2020.      |
| Када је чуо да Софија жели да му врати прстен, Алекса слути да је по среди нова прљава игра. Бароница је изненађена Вишњиним ставом - прво новац, па фотографије. Да би ствари истерала на чистац, Вишња се обраћа Ади. Лука обавештава Софију да је поништио уговор по ком ће њен хонорар бити увећан пет пута. Као разјарени бик, Дебељко упада у канцеларију код Луке, нападајући му га да му је понизио сестру. |                    |                 |                                         |                 |                     |
| 39 | 39                 | "Епизода 1.39"  | Михаило Вукобратовић и Станко Милошевић | Жарко Јокановић | 12. март 2020.      |
| Перфидни Матија нуди "посао" Страхињи. Ада скреће Ивану пажњу на дешавања између Миле и Алексе и тражи од њега да се приближи Софији. Ни Панчета не одустаје од Алексе и поверава свој план Тићи Лењину. Лука одводи Наду у собу. |                    |                 |                                         |                 |                     |
| 40 | 40                 | "Епизода 1.40"  | Михаило Вукобратовић и Станко Милошевић | Жарко Јокановић | 13. март 2020.      |
| Иако му јасно ставља да не жели интимизирање, Матија насрће на Софију. Ада добија рапорт о томе како је Лука одвео Наду у спаваћу собу, а потом их Лила затиче у златари док испробавају вереничко прстење. Сви ће бити шокирани кад сазнају - и Алекса и Ада и Иван. |                    |                 |                                         |                 |                     |
| 41 | 41                 | "Епизода 1.41"  | Михаило Вукобратовић и Станко Милошевић | Жарко Јокановић | 16. март 2020.      |
| По Адином наговору, Иван покушава да заведе Софију и изгледа да му то полази за руком. Иако ни најмање не жели о томе да слуша, креаторка поверава Ади да је заљубљена у Ивана. Лука долази у кафић и моли Панчету и Тићу да му помогну да се помири са Милом. У рат против Аде, бароница иде свим средствима. |                    |                 |                                         |                 |                     |
| 42 | 42                 | "Епизода 1.42"  | Михаило Вукобратовић и Станко Милошевић | Жарко Јокановић | 17. март 2020.      |
| Алекса прети Нади да ће њој и Луки доћи главе уколико повреде Милу. Она не може да спава па завршава код Алексе у соби. Страхиња показује Луки фотографије из парка. Проблем Кан холдинг Ада одлучује да реши преко кревета. Комарац поново заскаче Наду и она завршава у Страхињином наручју. |                    |                 |                                         |                 |                     |
| 43 | 43                 | "Епизода 1.43"  | Михаило Вукобратовић и Станко Милошевић | Жарко Јокановић | 18. март 2020.      |
| У разговору са Надом, Алекса покушава да јој стави до знања да су њих двоје доста слични. Лука обавештава Вишњу и Вукашина да у тачно одређено време треба да се појаве на једном месту. Ади ни мало неће пријати када је другарица креаторка офира пред Иваном да ју је видела како излази из хотела. На позив баронициног судије, Комарац добија нови ангажман. На реду је Вишња. Лука упозорава Алексу да се клони Миле, али упозорења не вреде. |                    |                 |                                         |                 |                     |
| 44 | 44                 | "Епизода 1.44"  | Михаило Вукобратовић и Станко Милошевић | Жарко Јокановић | 19. март 2020.      |
| Ада наставља са љубоморним испадима, а ни Иван је не штеди. У кафић код Тиће Лењина стиже "аристократија". Све је спремно за велико изненађење, али план који је Лука замислио пада у воду. Бароница не престаје са сплеткама, сада врбује Ивана. Лука зове Страхињу и саопштава му да је одустао. |                    |                 |                                         |                 |                     |
| 45 | 45                 | "Епизода 1.45"  | Михаило Вукобратовић и Станко Милошевић | Жарко Јокановић | 20. март 2020.      |
| Мила на превару стиже у кафић, али таман кад се сви обрадују, у локал улази и Алекса. Ипак то није ни близу изненађења, шоу настаје кад се појави Софија и то са кофером од 150 хиљада евра. Ни све недаће неће спречити Луку да клекне на колена и запроси Милу. Нада пада у очај, баш као и Алекса, а Панчета одлучује да очерупа Софију. |                    |                 |                                         |                 |                     |
| 46 | 46                 | "Епизода 1.46"  | Михаило Вукобратовић и Станко Милошевић | Жарко Јокановић | 24. март 2020.      |
| Мила је затечена Надиним понашањем јер није у стању ни да јој честита веридбу, али бес и разочарење које осећа према Алекси потпуно јој заокупљују мисли, толико да одлучује да стане пред њега и каже му свашта. Због дешавања од претходне ноћи, Лука долази код Софије по објашњење. Након Звонимирове посете, Матија схвата колико је дубоко заглибио. |                    |                 |                                         |                 |                     |
| 47 | 47                 | "Епизода 1.47"  | Михаило Вукобратовић и Станко Милошевић | Жарко Јокановић | 25. март 2020.      |
| Када је Мила отворено питала Наду због чега је тако груба у последње време, она јој признаје да је љута на себе. Вукашин ставља до знања Донки да зна шта намерава. На једну Јеленину опаску, неуравнотежени и сујетни Матија одреаговао је агресивно и тако јој показао своје право лице. Лука саопштава Софији своју одлуку. |                    |                 |                                         |                 |                     |
| 48 | 48                 | "Епизода 1.48"  | Михаило Вукобратовић и Станко Милошевић | Жарко Јокановић | 26. март 2020.      |
| Матија пожурује Софију да се што пре уда за Луку како би остварио свој дугогодишњи сан - да уништи породицу Каначки. Ада ставља до знања Вукашину да што пре мора да се позабави раскринкавањем Софије. Судија упознаје Донку са Звонком. "Екипа" не слути да их снима једно будно око (Вишња). Алекса затиче Ивана код Софије и настаје хаос. |                    |                 |                                         |                 |                     |
| 49 | 49                 | "Епизода 1.49"  | Михаило Вукобратовић и Станко Милошевић | Жарко Јокановић | 27. март 2020.      |
| Панчета долази у посету код Аде, али и Алекса добија госта изненађења. Нада поново налеће на Комарца, али овог пута она се одлучује за другу игру. Вишња и Лила су шокиране оним што су случајно чуле из Панчетиних уста. Дебељко коначно схвата о чему се ради у прљавом послу и сада је уцењен. |                    |                 |                                         |                 |                     |
| 50 | 50                 | "Епизода 1.50"  | Михаило Вукобратовић и Станко Милошевић | Жарко Јокановић | 31. март 2020.      |
| Мила уопште није била одушевљена када је код куће затекла Уну и Алексу. Главна торокуша преноси Донки сваки податак који прикупи, а Лука наставља свој паклени план којим жестоко планира да науди Алекси. Јелена је једва дочекала да се јави на Матијин телефон, а Софија се шокирала оним што је чула. Вукашин је коначно комплетирао Софијин досије и упозорава Аду да јој се неће допасти подаци до којих је дошао. |                    |                 |                                         |                 |                     |
| 51 | 51                 | "Епизода 1.51"  | Михаило Вукобратовић и Станко Милошевић | Жарко Јокановић | 1. април 2020.      |
| Вукашин доноси Ади додатне информације о Софији, а Лила користи прилику да запрети Ивану. Када коначно дође до Матије, Софија му јасно ставља до знања да ће се, на себи већ својствен начин, позабавити Јеленом. Лука нема никакву намеру да одустане од свог сулудог плана, спреман је да забибери чорбу Алекси. |                    |                 |                                         |                 |                     |
| 52 | 52                 | "Епизода 1.52"  | Михаило Вукобратовић и Станко Милошевић | Жарко Јокановић | 2. април 2020.      |
| Док седи са Страхињом, Алекси прилази младић и девојка који му нуде једну добро плаћену улогу. Када сазна да је Вишња шпијунирала судију врховног суда, Ада неће моћи да верује својим ушима. Звонимир доводи Донки на ноге директорку телевизије, али то није једина изненадна посета. Софији на врата стиже Лила и отворено јој прети. |                    |                 |                                         |                 |                     |
| 53 | 53                 | "Епизода 1.53"  | Михаило Вукобратовић и Станко Милошевић | Жарко Јокановић | 3. април 2020.      |
| Ади ће бити веома непријатно када сазна шта је Лила рекла Ивану. Он с друге стране добија необичну понуду од Дијане, да пређе да живи код ње. Дебељко неће знати шта га је снашло када му Јелена призна да воли Матију. Уместо разговора за посао, Алекса "добија" порцију Лукине болесне освете. |                    |                 |                                         |                 |                     |
| 54 | 54                 | "Епизода 1.54"  | Михаило Вукобратовић и Станко Милошевић | Жарко Јокановић | 7. април 2020.      |
| Када јој Донка затражи Иванову адресу, Дијани прво оклева, а онда јој предлаже да заједно оду до његове куће. Лука тражи од Матије да га изведе у неки од фенси клубова по којима се и сам креће. Дебељко је љут на Милу што му није рекла за однос између Јелене и Матије. Софија је сигурна - једном када лука буде ушао у њен кревет, више никада неће пожелети да изађе из њега. Разговор Аде и Ивана, отвара нова врата. |                    |                 |                                         |                 |                     |
| 55 | 55                 | "Епизода 1.55"  | Михаило Вукобратовић и Станко Милошевић | Жарко Јокановић | 8. април 2020.      |
| Алекса дели са Иваном да му прија Унина искреност. Он и не слути да је и Уна "на задатку". Без трунке скрупула, Матија доводи пијаног Луку код Софије у стан. Али то неће бити ни приближно болно као сусрет са Милом која захтева коначно објашњење. Дебељко завршава у полицијској станици. |                    |                 |                                         |                 |                     |
| 56 | 56                 | "Епизода 1.56"  | Михаило Вукобратовић и Станко Милошевић | Жарко Јокановић | 9. април 2020.      |
| Због одбијања које је добио од Аде, Брунер моли Матију да му помогне. Његова повређена сујета не познаје границе, па у осветничком походу склапа савез и са Донком. Он је решен да Аду остави без пребијене паре. Комарац пресреће Страхињу и после претњи, његова банда га пребија. Када схвати да је злоупотребљен у измишљеној порно афери, Алекса за столом губи свест. |                    |                 |                                         |                 |                     |
| 57 | 57                 | "Епизода 1.57"  | Михаило Вукобратовић и Станко Милошевић | Жарко Јокановић | 10. април 2020.     |
| Док се крвав тетураo по улици од батина које је добио од Комарца и његових људи, Страхиња налеће на Алексу. Лука ликује са директорком телевизије, пресрећан што је видео-монтажа угледала светлост дана. Али то није све, он јој јасно ставља до знања да воли жене као што је она. Ада саопштава Ивану да сумња да порно афера није само Маријанино масло, већ и Лукино. Вукашин хвата Маријану и не пише јој се добро. |                    |                 |                                         |                 |                     |
| 58 | 58                 | "Епизода 1.58"  | Михаило Вукобратовић и Станко Милошевић | Жарко Јокановић | 14. април 2020.     |
| Мила више не може да исконтролише љубомору коју осећа према Уни. Брунер кује планове да дође до Аде и на том путу прети свима. Лука се претвара у правог монструма, а Ада не може да поверује у Вукашинове податке које говоре да иза скандала са Алексом стоји Софија а не њен син. |                    |                 |                                         |                 |                     |
| 59 | 59                 | "Епизода 1.59"  | Михаило Вукобратовић и Станко Милошевић | Жарко Јокановић | 15. април 2020.     |
| Од власника телевизије Ада тражи да отпусти Маријану и прети тужбом. Страхиња долази код Луке и признаје му да се лоше осећа због онога што је урадио Алекси. На помен новца, Страхиња зна шта му је чинити па вади коверту из џепа. Када је чула Тићину сумњу да је Лука подстицач афере са Алексом, Панчета одлази "мечки на рупу". |                    |                 |                                         |                 |                     |
| 60 | 60                 | "Епизода 1.60"  | Михаило Вукобратовић и Станко Милошевић | Жарко Јокановић | 16. април 2020.     |
| Брунер се састаје са Софијом и предочава јој свој план, али када су се састанку придружили и Звонимир и Матија, све маске моментално падају. Софија је остала у шоку. Маријана долази код Донке да кука, али је бароница уверава да ће све решити. Због гриже савести Страхиња позива Аду и саопштава јој своју забринутост због Луке. Она му се захваљује и моли га да јој помогне. |                    |                 |                                         |                 |                     |
| 61 | 61                 | "Епизода 1.61"  | Михаило Вукобратовић и Станко Милошевић | Жарко Јокановић | 17. април 2020.     |
| Алекса почиње да схвата да је Уна заљубљена у њега. Упутства која је добио од Аде, а тичу се зеленаша и Алексе, Вукашину уопште не улазе у главу. Није му јасно због чега жели да зеленаш притисне Алексу за враћање дуга. Разговор који обавља са Панчетом, Нада ће дуго памтити. На Милино запрепашћење, Уна долази у фирму како би се видела са Матијом, а Јеленин урлик запарао је просторије фирме. |                    |                 |                                         |                 |                     |
| 62 | 62                 | "Епизода 1.62"  | Михаило Вукобратовић и Станко Милошевић | Жарко Јокановић | 21. април 2020.     |
| Брунерова сплетка са Донком прети да уништи све, нарочито Алексу и Луку. Све ради само како би се осветио Ади. Дебељко нема намеру да више вози без путног налога, али оно што му спремају није му се нимало допало и зато одлучује да се обрачуна са Матијом. Вукашин хвата Вишњу која га прати, зауставља је и прети јој. |                    |                 |                                         |                 |                     |
| 63 | 63                 | "Епизода 1.63"  | Михаило Вукобратовић и Станко Милошевић | Жарко Јокановић | 22. април 2020.     |
| Уна саопштава Матији да иде на вечеру са Алексом. Ада не одустаје од намере да раскринка Софију и решена је да употреби све своје везе како би сазнала ко стоји иза охоле манекенке. Када му се Нада обратила непријатним тоном, Иван није губио време - поставио ју је на место које заслужује. У Лењинов клуб долази Донка која покушава да нађе Алексу. Панчетин компас се покварио - одлази код Аде и пред свима саопштава да се удаје за Алексу. |                    |                 |                                         |                 |                     |
| 64 | 64                 | "Епизода 1.64"  | Михаило Вукобратовић и Станко Милошевић | Жарко Јокановић | 23. април 2020.     |
| Док Звонимир пуни главу Матији да им Софија ради иза леђа и Јелена добија један податак који је успешно избегавала да види: Дебељко је до ушију заљубљен у њу. Луки није јасно шта Вукашин смера, а Нада не пропушта прилику да Алекси натрља на нос да је Мила провела ноћ код Луке. Лила је решила да Уну уда за Алексу и то јој саопштава без устезања. Лука саопштава Софији свој пословни план. |                    |                 |                                         |                 |                     |
| 65 | 65                 | "Епизода 1.65"  | Михаило Вукобратовић и Станко Милошевић | Жарко Јокановић | 24. април 2020.     |
| Алекса долази код Луке да тражи посао. Као и увек, постоји услов. Обузета љубомором, Панчета смишља план како да се отараси Уне. Када је схватио да је Лука запослио Алексу у магацину, Матија је доживео блажи нервни слом. Док се сви спремају за изненадну журку код Каначких, Софију омамљује маскирани нападач. |                    |                 |                                         |                 |                     |
| 66 | 66                 | "Епизода 1.66"  | Михаило Вукобратовић и Станко Милошевић | Жарко Јокановић | 28. април 2020.     |
| Када је покушао да са Дијаном разговара о њеном наследству, Иван добија врло конкретан позив - да наставе причу код ње кући. Софија долази себи и схвата да је маскирани нападач заправо Звонимир који је дошао по податке. Из разговора са оцем, Страхиња схвата да га Лука није позвао на журку. Брунер жели да промени савезништво јер више није сигуран да му је потребан Алекса већ Лука. |                    |                 |                                         |                 |                     |
| 67 | 67                 | "Епизода 1.67"  | Михаило Вукобратовић и Станко Милошевић | Жарко Јокановић | 29. април 2020.     |
| Ивану се дешава дебакл у кревету са Дијаном. Лука узима чашу у руке да наздрави жени коју највише воли. Таман када су сви помислили да ће саопштити датум венчања са Милом, дешава се обрт. Иако срећна због свега што је чула, Ада је била разочарана Алексином реакцијом, али и Лукиним полу-признањем у вези са Милом. |                    |                 |                                         |                 |                     |
| 68 | 68                 | "Епизода 1.68"  | Михаило Вукобратовић и Станко Милошевић | Жарко Јокановић | 30. април 2020.     |
| Када је од Вукашина добила податке да је Иван право из Бизнис клуба са Дијаном отишао код ње кући, Ада је прогутала велику кнедлу. Али она није једина којој се није допао овај емотивни развој стања. И Луки се осладила прича са Софија па је због њених услова спреман да заувек "откачи" Милу. |                    |                 |                                         |                 |                     |
| 69 | 69                 | "Епизода 1.69"  | Михаило Вукобратовић и Станко Милошевић | Жарко Јокановић | 1. мај 2020.        |
| Ада није изненађена што Алекса није наишао на топлу добродошлицу на послу. Дебељку смета што се Мила превише брине о Алекси, а требало би да се секира где јој је сестра. За то време Нада проводи страсну ноћ са Страхињом. Матија наговара Луку да заведе Софију, а његова реакција оставила га је запитаног. |                    |                 |                                         |                 |                     |
| 70 | 70                 | "Епизода 1.70"  | Михаило Вукобратовић и Станко Милошевић | Жарко Јокановић | 5. мај 2020.        |
| Када се после бурне ноћи проведене са Страхињом коначно пробудила, Нада није могла да верује да су заједно провели ноћ. Она је очајна, али је Страхиња дословно сломљен јер сада дефинитивно зна да је једина сфера Надиног занимања заправо Лука. С друге стране, Лука мора да се одлучи између Софије или Миле. |                    |                 |                                         |                 |                     |
| 71 | 71                 | "Епизода 1.71"  | Михаило Вукобратовић и Станко Милошевић | Жарко Јокановић | 6. мај 2020.        |
| Када је сазнао да је Кан холдинг пред банкротом, Матија се окренуо својим прљавим пословима. Када је Алекси подметнут украдени накит, Матија је бившем брату од тетке брже боље уручио отказ. Затим следи оно најтеже − објаснити Луки да мора да спаси фирму. Најновији подаци које је добила од свог непријатеља уздрмали су Аду, баш као и УСБ који је стигао до Миле. |                    |                 |                                         |                 |                     |
| 72 | 72                 | "Епизода 1.72"  | Михаило Вукобратовић и Станко Милошевић | Жарко Јокановић | 7. мај 2020.        |
| Мила покушава да разговара са Надом, али наилази на зид ћутања. Када је за ручком поменут Луку, Панчета је пред свима ставила до знања Нади да јој је боље да ћути. Савезништво које Донка нуди Алекси доживљава неслућен епилог, баш као и УСБ са доказом који Мила доноси Луки. |                    |                 |                                         |                 |                     |
| 73 | 73                 | "Епизода 1.73"  | Михаило Вукобратовић и Станко Милошевић | Жарко Јокановић | 8. мај 2020.        |
| Судија обећава својој љубавници да ће притегнути Луку. Због пораза који је доживео, Матија жели Алексину смрт. Страхиња се састаје са својом пословном сарадницом Адом како би јој поднео извештај о Луки. Он јој саопштава да његов друг намерава да остави Милу, али и да је отпочео везу са Софијом. Брунер долази у посету Луки. |                    |                 |                                         |                 |                     |
| 74 | 74                 | "Епизода 1.74"  | Михаило Вукобратовић и Станко Милошевић | Жарко Јокановић | 12. мај 2020.       |
| Лука долази код Алексе да га замоли да се врати на посао. Овог пута, он му нуди озбиљан положај - да буде главни у преговорима са Брунером. Вукашин се исповеда Ади и говори да му је Донка рекла за дете, али Ада сумња у истинитост њених речи. |                    |                 |                                         |                 |                     |
| 75 | 75                 | "Епизода 1.75"  | Михаило Вукобратовић и Станко Милошевић | Жарко Јокановић | 13. мај 2020.       |
| Софија испитује мајку да ли јој је нека од "колегиница" из Кан холдинга долазила на гледање у карте. Када је схватила да је и Мила била на "сеанси", Софија се одушевила. Дијана напада Ивана, а Лила покушава да подмити Панчету - ако је она и Ада ухвате у кревету са Иваном, добиће велики новац. Матија је у грчу јер је сигуран да ће Алекса врло брзо провалити његове прљаве радње у складишту. Јанко долази код Дебељка, али уместо њега затиче Панчету. |                    |                 |                                         |                 |                     |
| 76 | 76                 | "Епизода 1.76"  | Михаило Вукобратовић и Станко Милошевић | Жарко Јокановић | 14. мај 2020.       |
| Комарац поново салеће Наду, а Дебељко одлази да провери како је Панчета. После неочекиваног сусрета који је имала, сви су са правом забринути за њу. Иван покушава да орасположи Аду и признаје јој да му није јасно како је Лила помислила да би једна дама попут Аде могла да се загледа у неког као што је он. Софија је смислила како да напакости Мили па је у план увукла и мајку. |                    |                 |                                         |                 |                     |
| 77 | 77                 | "Епизода 1.77"  | Михаило Вукобратовић и Станко Милошевић | Жарко Јокановић | 15. мај 2020.       |
| Јелена је распамећена - мисли да јој је песму написао Матија и зато радосно улеће код њега у канцеларију, спремна да одмах затрудни. Њена заслепљеност отишла је толико далеко да је Дебељку почела да чита песму, уз опаску да би могао да се угледа на "романтичног" Матију. Растројена због смрти мајке, Уна одлучује да се врати у Америку. Комарац долази у посету Ади, а Мила и Алекса прижељкују да заједно оду на пусто острво. |                    |                 |                                         |                 |                     |
| 78 | 78                 | "Епизода 1.78"  | Михаило Вукобратовић и Станко Милошевић | Жарко Јокановић | 19. мај 2020.       |
| Иванова патња са новцем никако да се оконча. Таман када је помислио да се ратосиљао Комарца, он поново почиње да га пресреће и да му прети. Овог пута, мора да набави новац за извршитељку. Дебељко пати због Јеленине реакције баш као и Страхиња који не може да допре до Наде. Лука заборавља Милин рођендан и не само то: када је Алекса заједно са другим колегама дошао у фирму да јој честита, Лука прави инцидент. Софија добија занимљиве податке од мајке. |                    |                 |                                         |                 |                     |
| 79 | 79                 | "Епизода 1.79"  | Михаило Вукобратовић и Станко Милошевић | Жарко Јокановић | 20. мај 2020.       |
| Пошто је првобитно заборавио Милин рођендан, Лука је изводи у бизнис клуб да би се искупио. Матија се побринуо да у тај клуб стигне и Софија која је својим слободним понашањем са непознатим младићем узнемирила Луку и покренула његову љубомору. |                    |                 |                                         |                 |                     |
| 80 | 80                 | "Епизода 1.80"  | Михаило Вукобратовић и Станко Милошевић | Жарко Јокановић | 21. мај 2020.       |
| Мила затиче Софију и Луку у кревету и одлучује да стави тачку на њихову везу. Лука почиње да се правда док с друге стране Софија потпирује ватру приказујући себе као ону која је битна у његовом животу. Али и за Софију има изненађења − открила је да је уз Матију нека жена. |                    |                 |                                         |                 |                     |
| 81 | 81                 | "Епизода 1.81"  | Михаило Вукобратовић и Станко Милошевић | Жарко Јокановић | 22. мај 2020.       |
| Лука је бесан на све. Ади пребацује што позива Ивана у кућу јер треба да зна да је његов бивши отац убица. С друге стране, бануо је у своју стару кућу где је поново пробао да се обрачуна са Алексом, а Мили је упутио најгоре речи пребацујући јој одговорност за раскид. |                    |                 |                                         |                 |                     |
| 82 | 82                 | "Епизода 1.82"  | Михаило Вукобратовић и Станко Милошевић | Жарко Јокановић | 26. мај 2020.       |
| Пошто је чула од Луке да је Иван убио Олгу и да је то разлог мржње према њему, Ада одлучује да отвори карте и да га врло директно пита шта је истина. Од Ивана добија писмо које ју је оставило у шоку. Лука почиње да истражује ко је Мили дојавио да је он са Софијом. Неке појединости му постају занимљиве. |                    |                 |                                         |                 |                     |
| 83 | 83                 | "Епизода 1.83"  | Михаило Вукобратовић и Станко Милошевић | Жарко Јокановић | 27. мај 2020.       |
| После батина које је добио, Иван завршава у болници на апаратима. Лекари констатују да је имао инфаркт, али Лука не верује. Алекса добронамерно упозорава Луку да се чува Софије да не би понављао његову грешку. |                    |                 |                                         |                 |                     |
| 84 | 84                 | "Епизода 1.84"  | Михаило Вукобратовић и Станко Милошевић | Жарко Јокановић | 28. мај 2020.       |
| Алексу је потресло што је Иван у тешком стању и што је везан за кревет. Чврст загрљај подршке и топлине пружа му Мила. Адвокат који заступа Аду седи на две столице. Све што му је Ада рекла он је брже боље испричао Донки и њеном компањону и после свега добио претњу. |                    |                 |                                         |                 |                     |
| 85 | 85                 | "Епизода 1.85"  | Михаило Вукобратовић и Станко Милошевић | Жарко Јокановић | 29. мај 2020.       |
| Уна долази да посети Алексу и да му пружи подршку знајући да брине о Ивану. Алексу не затиче, али јој Панчета и Мила показују да је непожељна. Ада посећује Ивана у болници. Иван је моли да му обећа да ће пазити на Алексу ако му се нешто деси. |                    |                 |                                         |                 |                     |
| 86 | 86                 | "Епизода 1.86"  | Михаило Вукобратовић и Станко Милошевић | Жарко Јокановић | 2. јун 2020.        |
| С најбољим намерама, да би му се извинио, у болницу код Ивана стиже Комарац. Када га је угледао, Ивану срце почиње да прескаче. Комарац је покушао да се ишуња из болнице, али га је приметила Панчета. Папарацо је снимио вреле пољупце Луке и Софије. Матија је презадовољан обављеним послом. |                    |                 |                                         |                 |                     |
| 87 | 87                 | "Епизода 1.87"  | Михаило Вукобратовић и Станко Милошевић | Жарко Јокановић | 3. јун 2020.        |
| Ада је отказала пуномоћје свом адвокату па Донка са својим швалером судијом покушава да смисли нову пакост како би их извукла из ситуације. Лењин је очитао буквицу Дебељку који је због пребијања Луке добио отказ, а Дебељко му саопштава да планира да оде у Немачку. Када је рекао Мили да му је недостајала, Алекса је од ње добио изненадни шамар. |                    |                 |                                         |                 |                     |
| 88 | 88                 | "Епизода 1.88"  | Михаило Вукобратовић и Станко Милошевић | Жарко Јокановић | 4. јун 2020.        |
| Софија показује Луки насловну страну часописа о познатима на којој је њихово венчање главна тема. Због силне радости, она прави велику грешку и јавља се на Матијин телефон не слутећи да је са друге стране управо Лука. Јелена поново прави глупост и несмотрено саопштава Луки да је Мила опалила шамар Алекси. Донка позива Комарца како би се решила спорног прстена који је украла од Аде. |                    |                 |                                         |                 |                     |
| 89 | 89                 | "Епизода 1.89"  | Михаило Вукобратовић и Станко Милошевић | Жарко Јокановић | 5. јун 2020.        |
| Софија наставља да хушка Луку против Миле и говори му да је уверена да управо његова бивша стоји иза насловне стране и приче о венчању. Нада више није могла да сузбија своја осећања и зато је позвала Луку да се виде. Иако је изгубила поверење у Алексу, Иван саопштава Мили да је она Алекси све на свету. |                    |                 |                                         |                 |                     |
| 90 | 90                 | "Епизода 1.90"  | Михаило Вукобратовић и Станко Милошевић | Жарко Јокановић | 9. јун 2020.        |
| Луку гризе савест због отказа који је у афекту дао Дебељку. Он долази у Малдиве како би разговарао са Дебељком и замолио да га се врати у фирму. Преговори не успевају, али разговор са Јеленом имао је посебну тежину. Нада на киоску сазнаје да се Лука жени Софијом па бесна долази кући и баца часопис пред Милу и Панчету, али највећи бес изазван овом вешћу осетила је Ада. |                    |                 |                                         |                 |                     |
| 91 | 91                 | "Епизода 1.91"  | Михаило Вукобратовић и Станко Милошевић | Жарко Јокановић | 10. јун 2020.       |
| Између Алексе и Миле поново севају варнице, а разлог је још једном Уна. Иако Страхиња свом најбољем другу покушава да стави до знања да је Софија са њим само због пара, Лука то није у стању да види. И поред тога што су учинили све да спрече цурење података, Донка ипак сазнаје да је Ада поделила имовину на два дела и зато је сада одлучна да са Луком или са Алексом подели једну истину. |                    |                 |                                         |                 |                     |
| 92 | 92                 | "Епизода 1.92"  | Михаило Вукобратовић и Станко Милошевић | Жарко Јокановић | 11. јун 2020.       |
| Брунер поново жели да разговара са Луком. Међутим, на пословни састанак заказан у пословном клубу уместо њега долази Донка која се представља наводећи своје звање и најављује да ће му открити све шта му је мајка урадила. |                    |                 |                                         |                 |                     |
| 93 | 93                 | "Епизода 1.93"  | Михаило Вукобратовић и Станко Милошевић | Жарко Јокановић | 12. јун 2020.       |
| У тренутку када је Донка почела да прича Луки о Адиним тајнама, госпођа Каначки улази у пословни клуб и прекида њену исповест. Лука признаје Страхињи да му је Донка убацила црв сумње рекавши да Алекса зна нешто што он не зна. Али, то нису једина изненађења за Луку - нека се спреми да дочека новог пословног секретара. |                    |                 |                                         |                 |                     |
| 94 | 94                 | "Епизода 1.94"  | Михаило Вукобратовић и Станко Милошевић | Жарко Јокановић | 16. јун 2020.       |
| Вукашин најсуровије прети Софијиној мајци и саопштава јој да је оно што ће увече видети на телевизији само увертира онога што ће гледати у будућности. Лука је ван себе због Адине одлуке да за пословног секретара узме Милу. Он у бесу покушао да је убеди да је управо Мила крива за пласирање вести о његовој и Софијиној свадби медијима. Милин повратак у Кан холдинг није обрадовао ни Алексу. |                    |                 |                                         |                 |                     |
| 95 | 95                 | "Епизода 1.95"  | Михаило Вукобратовић и Станко Милошевић | Жарко Јокановић | 17. јун 2020.       |
| Божидарка саопштава Софији да је Вукашин био у посети код њеног оца. Обе су успаничене од помисли да ли ће истина изаћи на видело. Иван не верује Алекси да Ада ведри и облачи над њиховим судбинама. Лука додељује Јелени "жути картон", а убрзо након тога, у посету му долази помоћник нотара. |                    |                 |                                         |                 |                     |
| 96 | 96                 | "Епизода 1.96"  | Михаило Вукобратовић и Станко Милошевић | Жарко Јокановић | 18. јун 2020.       |
| Лука се поверава Матији и саопштава му да има намеру да уништи и Алексу, али и рођену мајку јер је дала Алекси половину свега што има. Као шлаг на торту, Брунер доводи Донку пред Матију, а она му без трунке задршке износи свој опаки план. Нада долази у Малдиве како би разговарала са Страхињом, а након одласка кући јој је позлило. |                    |                 |                                         |                 |                     |
| 97 | 97                 | "Епизода 1.97"  | Михаило Вукобратовић и Станко Милошевић | Жарко Јокановић | 19. јун 2020.       |
| Алекса се наслађује чињеницом да Мила није остала нема на Софијине провокације. Али и Софија је овог пута добила шта жели - потпис од Луке. Након бурне ноћи проведене у Комарчевом кревету, Вишња проналази Адин прстен. Док Комарац мења боје, она радосно ставља прстен на руку и пресрећна му саопштава да ће се удати за њега. Нада добија налазе крвне слике, али и честитке од докторке - постаће мама. |                    |                 |                                         |                 |                     |
| 98 | 98                 | "Епизода 1.98"  | Михаило Вукобратовић и Станко Милошевић | Жарко Јокановић | 23. јун 2020.       |
| Ада отворено прети Луки и саопштава му да ће уништити Софију пре него што она уништи њега. Без трунке задршка, Лила наставља да се меша у оно што није њена ствар па сада обавља разговор са Милом. Нада долази код Страхиње како би му саопштила да је трудна, али он не жели да је слуша. Дијана тражи муштулук од Аде и саопштава јој да се Матија жени. Дебељка по налогу пребијају на паркингу. |                    |                 |                                         |                 |                     |
| 99 | 99                 | "Епизода 1.99"  | Михаило Вукобратовић и Станко Милошевић | Жарко Јокановић | 24. јун 2020.       |
| Панчета испитује Наду у вези са одласком код лекара. Стомачни вирус није удица на коју би искусна Панчета могла да се упеца. Крајње неочекивано, Страхиња саопштава шокираном Луки да је Нада заљубљена у њега. Након сусрета са Софијиним оцем, Вукашин подноси Ади извештај. На Лилино наваљивање, Лука запошљава нову радницу, а једино слободно место за њу налази се код Алексе у канцеларији. Ипак, највећи шок доживљава Ада када је на Вишњиној руци угледала свој давно украдени прстен. |                    |                 |                                         |                 |                     |
| 100 | 100                | "Епизода 1.100" | Михаило Вукобратовић и Станко Милошевић | Жарко Јокановић | 25. јун 2020.       |
| Ада саопштава Вукашину да је на Вишњиној руци видела свој украдени прстен. Лука у тајности води Софију пред матичара и саопштава јој да ће јој кума бити нико други до лажна бароница Донка, а њему кум Звонимир. |                    |                 |                                         |                 |                     |
| 101 | 101                | "Епизода 1.101" | Михаило Вукобратовић и Станко Милошевић | Жарко Јокановић | 26. јун 2020.       |
| Како му се Страхиња није јављао на телефон, Лука Нади јавља "радосну" вест о томе да је тајно оженио Софију. У каквој је заблуди око своје изабранице, сазнао је одмах након склапања брака. Ипак, највеће отрежњење доживела је Нада. Скрхана болом, она одлучује да себи одузме живот. Таман када је Алекса успео да убеди Милу да нема никаквих осећајних амбиција са Уном, Лила квари започету идилу. |                    |                 |                                         |                 |                     |
| 102 | 102                | "Епизода 1.102" | Михаило Вукобратовић и Станко Милошевић | Жарко Јокановић | 30. јун 2020.       |
| После несреће коју је доживео, Алекса завршава у болници и то у коми. Софија добија податак од мајке да јој је преминуо отац. Нада се поверава Панчети да не жели да задржи бебу. Дебељко саопштава Ивану вести о Алекси, а када је Ада сазнала шта је било, потпуно се сломила. |                    |                 |                                         |                 |                     |
| 103 | 103                | "Епизода 1.103" | Михаило Вукобратовић и Станко Милошевић | Жарко Јокановић | 1. јул 2020.        |
| Први радни дан на новом послу био је подједнако трауматичан за Уну као и за Јелену. Алексино стање је преломно па докторка одлучује да дозволи свима да га посете како би се на неки начин опростили од њега. Када је сакупио породицу и пријатеље, Лука саопштава вест да се оженио Софијом. Чак и када је сазнао за Алексу, Лука није показао ни трунку саосећања. Иван и Ада одлазе у болницу и тамо затичу Матију. |                    |                 |                                         |                 |                     |
| 104 | 104                | "Епизода 1.104" | Михаило Вукобратовић и Станко Милошевић | Жарко Јокановић | 2. јул 2020.        |
| Софија прижељкује Алексину смрт, а Матија је упозорава да такво нешто ни у сну не изговори пред Адом и Луком. На Панчетин захтев, Нада пристаје да оде код психијатра. Испоставља се да Алексина несрећа није била случајна и да иза свега стоја Софија и министар, али и њихова тиква пуца па једно другом почињу отворено да прете. Алекса полако губи битку. |                    |                 |                                         |                 |                     |
| 105 | 105                | "Епизода 1.105" | Михаило Вукобратовић и Станко Милошевић | Жарко Јокановић | 3. јул 2020.        |
| Донка наставља да обмањује поводљивог Луку. Панчета коначно сазнаје да је Алекса доживео несрећу и да је у коми. Када се Мила упутила у болницу, над Алексиним креветом затиче уплакану Уну која му говори да га воли. Али то није све што је Мила чула. |                    |                 |                                         |                 |                     |
| 106 | 106                | "Епизода 1.106" | Михаило Вукобратовић и Станко Милошевић | Жарко Јокановић | 7. јул 2020.        |
| Ада прети Луки и тражи од њега да што пре пронађе место на ком ће живети са својом женом. Софија користи сваки тренутак да Ади загорча живот и јасно јој ставља до знања да је на прагу да јој узме све. Матија је одушевљен чињеницом да Алекса лежи у коми, али би ипак више волео када би његов бивши брат од тетке био мртав. Страхиња наставља да се понаша иронично и грубо према Нади, али њој такво понашање почиње да јој смета. После Миле, у отворени сукоб са Уном улази и Јелена. |                    |                 |                                         |                 |                     |
| 107 | 107                | "Епизода 1.107" | Михаило Вукобратовић и Станко Милошевић | Жарко Јокановић | 8. јул 2020.        |
| Донка је препоносна на чињеницу да је убацила змију у Адину кућу и сада се само нада да ће њен ујед бити смртоносан. Лука је сабрао "два и два" − ако Алекса умре, цело наследство ће припасти само њему. Када се поверио Софији, она је смислила план којим ће се жеље претворити у стварност. Алекса се буди из коме, али не сећа се свега што се у његовом животу дешавало претходних месеци. То стање је неко искористио на најокрутнији начин. |                    |                 |                                         |                 |                     |
| 108 | 108                | "Епизода 1.108" | Михаило Вукобратовић и Станко Милошевић | Жарко Јокановић | 14. јул 2020.       |
| Матија хушка Луку да би требало да испитају Адину урачунљивост. Хушкање посебно подгревају Софијине лажи. Али и она је наишла на неког који ју је победио у сопственој игри. Страхињино упорно одбијање да разговара са Надом довело је до њеног потпуног растројства, а оно што је имала да каже највише је уплашило Милу. Ада схвата да иза Лукиног тајног венчања стоји Матија. |                    |                 |                                         |                 |                     |
| 109 | 109                | "Епизода 1.109" | Михаило Вукобратовић и Станко Милошевић | Жарко Јокановић | 15. јул 2020.       |
| Софија доноси Матији Алексин бланко потпис због чега завршавају у страсном клинчу. Када је на Матијиној крагни уочила трагове Софијиног кармина и пудера, Јелена му је из све снаге опалила шамар. Због Алексиног губитка памћења Панчети и Мили се цепа душа. Софија се поново обрачунава са Милом, а њена дрскост ју је шокирала. |                    |                 |                                         |                 |                     |
| 110 | 110                | "Епизода 1.110" | Михаило Вукобратовић и Станко Милошевић | Жарко Јокановић | 16. јул 2020.       |
| Уна долази код Алексе и изјављује му љубав. Она и не слути да је он остао без памћења па је затечена његовом реакцијом. Ада нема решење шта ће са Алексом по отпуштању из болнице. Због свега што јој је Матија приредио, Јелена одлази у Малдиве како би тугу утопила у алкохолу. Сасвим неочекивано налеће на Страхињу који јој поклања песму. Убрзо, њих двоје завршавају у страсном загрљају, а тај призор је разбеснео Дебељка. Нада коначно сакупља храброст да се повери Мили. |                    |                 |                                         |                 |                     |
| 111 | 111                | "Епизода 1.111" | Михаило Вукобратовић и Станко Милошевић | Жарко Јокановић | 17. јул 2020.       |
| Донка предлаже Брунеру нови план: мораће да склони Софију са Адиног пута како би стекао њено поверење и зато му тражи да је упетља у трговину са дрогом. Алекса се жали Ади да је Мила дошла у болницу и почела да га грли и љуби због чега јој је "дао отказ". Софија наставља Матијин паклени план да Аду прикажу као неурачунљиву. Она налази начин како да дође до лекова које ће јој помутити разум. |                    |                 |                                         |                 |                     |
| 112 | 112                | "Епизода 1.112" | Михаило Вукобратовић и Станко Милошевић | Жарко Јокановић | 21. јул 2020.       |
| Јелена је једва дочекала да се похвали другарицама да јој је Страхиња написао и одрецитовао песму. Она и не слути ко се крије иза нежних стихова па зато Мила одлучује да се обрачуна са Страхињом. Нада признаје психијатарки да је, од када је сазнала за бебу, почела да гаји извесне симпатије према Страхињи. Када је судија одлучио да плати Софији сексуалне услуге, она кокетно враћа новчаник у његов сако и уместо новца тражи "услугицу". |                    |                 |                                         |                 |                     |
| 113 | 113                | "Епизода 1.113" | Михаило Вукобратовић и Станко Милошевић | Жарко Јокановић | 22. јул 2020.       |
| Када је дошла Алекси у посету, Ада је остала у шоку - његово памћење се вратило и не жели да је види. У кафани Страхиња од Тиће сазнаје да ће постати отац. Софија схвата да се заиграла и да за новац спава ни мање ни више него са Донкиним љубавником. Нада се поверава Мили и саопштава јој шта је мучи. Дебељков долазак у кафану најскупље су платили Страхиња и Лука. |                    |                 |                                         |                 |                     |
| 114 | 114                | "Епизода 1.114" | Михаило Вукобратовић и Станко Милошевић | Жарко Јокановић | 23. јул 2020.       |
| Ада нуди нагодбу Софијиној мајци "дете за дете". Страхиња је потпуно ван себе због нових сазнања, баш као и Мила која не може да се опорави од шока. Када је видео да његов син не уме да се носи са последицама својих поступака, Тића одлучује да позове Наду и поразговара са њом. |                    |                 |                                         |                 |                     |
| 115 | 115                | "Епизода 1.115" | Михаило Вукобратовић и Станко Милошевић | Жарко Јокановић | 24. јул 2020.       |
| Страхиња долази код Луке у фирму, а онда се среће и са Јеленом. На његово изненађење, обратио му се и Матија који га је у налету љубоморе подсетио на давнашњи договор. То није све што се десило у Кан Холдингу. Од сада имају још једног запосленог − Софију. Брунер саопштава Ади да ће јој склонити Софију са пута, али… |                    |                 |                                         |                 |                     |
| 116 | 116                | "Епизода 1.116" | Михаило Вукобратовић и Станко Милошевић | Жарко Јокановић | 28. јул 2020.       |
| Ада тражи од Страхиње да постане Софијин најбољи друг. Када је Комарац угледао Вукашина који му је отворено запретио да више не жели да га види ни у пролазу, није му било свеједно. Али када је Вукашин чуо да је управо он Вишњин дечко, ствари су се посебно усложиле. Алексин и Милин пољубац прекинула је Панчета. |                    |                 |                                         |                 |                     |
| 117 | 117                | "Епизода 1.117" | Михаило Вукобратовић и Станко Милошевић | Жарко Јокановић | 29. јул 2020.       |
| Вукашин доноси податке Ади о Ивану и Панчети које су је запрепастили и које су заувек променили њихове животе. Када је угледала Уну у Алексином загрљају, Мила доживљава ново разочарење. Под изговором да поступа по наредбама "с врха", Дебељка шаљу на пут у иностранство са јасним упутствима да на граници мора бити у тачно одређено време. Али, када је Звонимир сазнао да се изненада променила полицијска патрола, настао је хаос. |                    |                 |                                         |                 |                     |
| 118 | 118                | "Епизода 1.118" | Михаило Вукобратовић и Станко Милошевић | Жарко Јокановић | 30. јул 2020.       |
| Нетрпељивост између Софије и Луке расте баш као што се Милино стрпљење смањује због Униног и Алексиног односа. Вишња нуди Ади свој отказ због свих дешавања око Комарца и украденог прстена. Вести да је Дебељко слетео са пута потпуно су разориле Милу, али је ипак најгоре прошла Панчета када је чула истину о свом Жилету. У Кан Холдинг стиже полиција. |                    |                 |                                         |                 |                     |
| 119 | 119                | "Епизода 1.119" | Михаило Вукобратовић и Станко Милошевић | Жарко Јокановић | 31. јул 2020.       |
| Ада моли Милу да је обавести када ће Софија бити у Кан Холдингу јер жели да јој приреди спектакл. Она нуди Дијани директорско место и сарадњу на колекцији "Ада Каначки". Страхиња се успешно приближава Софији и исто тако успешно започиње сукоб са Матијом. Бесан због новог шуровања и расподеле имовине, Алекса се састаје са Лилом. Када је покушао да искористи свој положај и Надина осећања, Луку је сачекао њен свирепи одговор. |                    |                 |                                         |                 |                     |
| 120 | 120                | "Епизода 1.120" | Михаило Вукобратовић и Станко Милошевић | Жарко Јокановић | 4. август 2020.     |
| Брунер отворено прети Матији и Звонимиру због дебакла са испоруком дроге. Софија навлачи Луку даје постави на место директорке модне колекције. Када је Панчета започела разговор о ноћи коју су наводно провели заједно, Алекса се побунио, али она жели да истера ствари на чистац. Док је јадиковала Тићи над својом судбином, чула је нешто што ју је изненадило. И Мила је била изненађена када јој је Лука саопштио да јој не дозвољава да се виђа са Алексом. |                    |                 |                                         |                 |                     |
| 121 | 121                | "Епизода 1.121" | Михаило Вукобратовић и Станко Милошевић | Жарко Јокановић | 5. август 2020.     |
| Судија доноси Донки лоше вести. Када се Јелена побунила што не добија песме од Страхиње, он ју је утешио речима да је пред њима читав живот. Све се променило када је од Луке сазнао да је Нада трудна. Панчета окупља укућане како би им саопштила све што је сазнала. Иако је дала обећање Вукашину и Ади да више ништа неће петљати са Комарцем, Вишња је стављена пред свршен чин. Због страха за сопствени живот, Матија тражи помоћ од Софије, а њено решење је радикално. |                    |                 |                                         |                 |                     |
| 122 | 122                | "Епизода 1.122" | Михаило Вукобратовић и Станко Милошевић | Жарко Јокановић | 6. август 2020.     |
| Донка плаши Ивана затвором због Адине расподеле имовине. Мила одлучује да повери Алекси податке које има у вези са Дебељковим одласком на пут без радног налога. Лила потпуно губи живце са Софијом и почиње да разговара са њом јединим језиком који она разуме − прети јој да ће пљунути у свако јело које Софија буде помислила да проба док борави у Адиној кући. Када је угледала Страхињу у фирми, будућа директорка модне колекције кренула је са увредама на његов рачун. Проблеми су тек настали када су се у Лукиној канцеларији појавиле Ада и Дијана. |                    |                 |                                         |                 |                     |
| 123 | 123                | "Епизода 1.123" | Михаило Вукобратовић и Станко Милошевић | Жарко Јокановић | 7. август 2020.     |
| После Наде је и Панчета тражила стручну помоћ психијатарке. Она не може дасе помири са чињеницом да се осрамотила пред Алексом. Иван саопштава Ади да су Алекса и он оптужени за крађу. Када је затражила услугу од Страхиње, Софија није ни слутила да читав разговор прислушкује Дијана. Страхиња коначно успева да смогне храброст и стане пред Наду, али оно што је она имала да му каже, неије му се допало. Матија се одлучује да Уни понуди пакт - она ће се "решити" његовог непријатеља, а он њеног. |                    |                 |                                         |                 |                     |
| 124 | 124                | "Епизода 1.124" | Михаило Вукобратовић и Станко Милошевић | Жарко Јокановић | 11. август 2020.    |
| Дебељко је срећан што између Миле, Наде и њега нема више тајни и зато сада наваљује да чује ко је отац детета. Донка позива Комарца како би јој помогао у решавању још једног прљавог посла. Овог пута не треба да се реши предмета већ човека - Вукашина. Ада наставља рат са Божидарком. Док се Софија радује прстену и чињеници да ће бити једина жена у граду са прстеном од 100 хиљада евра, не слути шта је заправо добила од златара из Италије. |                    |                 |                                         |                 |                     |
| 125 | 125                | "Епизода 1.125" | Михаило Вукобратовић и Станко Милошевић | Жарко Јокановић | 12. август 2020.    |
| Иван поверава Тићи да је Нада трудна и њих двојица моментално закључују да је Страхиња отац. Истовремено, у кући Каначких је врло живо јер се појавила Софијина мајка. И док Лила и Ада отворено показују презир према њој и њеној мајци, Софија је у четири ока питала мајку докле је спремна да иде и шта је спремна да уради за њу ако је толико воли као што говори. |                    |                 |                                         |                 |                     |
| 126 | 126                | "Епизода 1.126" | Михаило Вукобратовић и Станко Милошевић | Жарко Јокановић | 13. август 2020.    |
| Страхиња наваљује да сазна ко је отац Надиног детета и моли Милу да му открије. Алекса је решио да се сусретне са Донком и тражи од Вукашина њену адресу. Вукашин је спреман да му изађе у сусрет али под једним условом. Ада протура до медија причу о "два прстена". |                    |                 |                                         |                 |                     |
| 127 | 127                | "Епизода 1.127" | Михаило Вукобратовић и Станко Милошевић | Жарко Јокановић | 14. август 2020.    |
| Софија се хвали Ади својим прескупим прстеном и заузврат добија увреде. Њен прстен је за новинарку Маријану тренутно главни задатак. Да би га испунила, она укључује Орланда који мора да слика Софију када дође у пословни клуб са мушкарцем али да у фокус постави прстен. Друга новинарка која треба да се усмери на Донку састаје се лично са њом и предочава јој како ће је "сахранити". |                    |                 |                                         |                 |                     |
| 128 | 128                | "Епизода 1.128" | Михаило Вукобратовић и Станко Милошевић | Жарко Јокановић | 18. август 2020.    |
| Дијана ставља до знања Ади да је приметила да Софија често улази у Матијину канцеларију и да је сигурна да њих двоје нешто муте. Софија поверава Матији да је сигурна да јој Брунер смешта и да жели да је маторој вештици сервира на тацни. Алекса одводи Милу у "бајку", а Ада одлази на романтичну вечеру са Иваном. |                    |                 |                                         |                 |                     |
| 129 | 129                | "Епизода 1.129" | Михаило Вукобратовић и Станко Милошевић | Жарко Јокановић | 19. август 2020.    |
| Софија постаје нестрпљива, не жели више да спава у истом кревету са Луком и хоће што пре да бежи. Зато је Луки, када јој приговори што је нема код куће, јасно ставила до знања да му неће полагати рачуне. Страхиња саопштава Нади да је спреман да узме дете, уколико "отац" одбије да га призна. |                    |                 |                                         |                 |                     |
| 130 | 130                | "Епизода 1.130" | Михаило Вукобратовић и Станко Милошевић | Жарко Јокановић | 20. август 2020.    |
| Вукашин "сатерује у ћошак" лажну бароницу Донку нудећи јој папире које треба да потпише. Иако она одбија то да учини, сазнаје да ће Вукашин у том случају послати допис Интерполу и да јој следи затвор. После свега што је чуо, Донкином партнеру Милораду је позлило, али ни на то се она није осврнула. |                    |                 |                                         |                 |                     |
| 131 | 131                | "Епизода 1.131" | Михаило Вукобратовић и Станко Милошевић | Жарко Јокановић | 21. август 2020.    |
| Упркос уцењеном положају, Донка наставља да сплеткари. Шурује са Софијом и открива јој где може да пронађе "лек" који ће давати Ади и од кога ће она деловати растројено. Упозорава је да у случају да је открију никада неће признати да је имала са тим било какве везе. Софија шаље мајку код апотекара који јој објашњава какве ће све негативне последице лек изазвати. |                    |                 |                                         |                 |                     |
| 132 | 132                | "Епизода 1.132" | Михаило Вукобратовић и Станко Милошевић | Жарко Јокановић | 25. август 2020.    |
| Панчета разоткрива да Иван и Тића имају намеру да је напију да би открили ко је отац Надиног детета и зато користи своје глумачке способности и после безброј "чашица" свечано открива да је Лука отац. Пометња почиње, а први је страдао управо Лука и то од чика Тиће. |                    |                 |                                         |                 |                     |
| 133 | 133                | "Епизода 1.133" | Михаило Вукобратовић и Станко Милошевић | Жарко Јокановић | 26. август 2020.    |
| Алекса зове Донку "на црту", а њој се ни мало није допало то што је имао да јој саопшти. Када је схватила да је решен да употреби податак који има, бароница је потпуно клонула. Нове сумње су почеле да се буде у Страхињи када је сазнао причу о Софијиној наводној трудноћи. Дијана открива девојкама да је Софија пре манекенске каријере радила у кафићу. Лили је позлило када је од академика Марковића сазнала да се Донка вратила. |                    |                 |                                         |                 |                     |
| 134 | 134                | "Епизода 1.134" | Михаило Вукобратовић и Станко Милошевић | Жарко Јокановић | 27. август 2020.    |
| Јелена тражи од Страхиње објашњење: жели да зна зашто јој више не пише песме. Ада поверава Вукашину да јој се не свиђа што се Алекса петља са Донком и заједно покушавају да докуче ко је особа која би могла да буде главни сведок против лажне баронице. Софија добија травке од којих би Ада требало потпуно да полуди. Ипак, на Аду су много јаче од чајева су деловале Лилине речи: "Не желим више да те видим!" |                    |                 |                                         |                 |                     |
| 135 | 135                | "Епизода 1.135" | Михаило Вукобратовић и Станко Милошевић | Жарко Јокановић | 28. август 2020.    |
| На изласку из Адине куће, Катарина схвата да је Софијина мајка заправо лажна гатара Брзутка и моментално јој се пале све "лампице". Када је Тића свратио код Панчете како би је замолио да му призна ко је отац Надиног детета, на вратима се појављује љубоморни Јанко па Тића изненада добија од Панчете пољубац у уста. Лила тражи помоћ од Матије, а за узврат је спремна да му да оно о чему сања. Вишња моли Комарца да надгледа Лилу како би избегли њен сусрет са Донком. Дијана уноси поводљивом Луки црв сумње у вези са лажним дијамантом на Софијином прсту који је он платио 100.000 евра. |                    |                 |                                         |                 |                     |
| 136 | 136                | "Епизода 1.136" | Михаило Вукобратовић и Станко Милошевић | Жарко Јокановић | 1. септембар 2020.  |
| У ходнику Кан холдинга, Лука се судара са Уном, а између њих двоје се моментално рађа симпатија. Ада организује "породично" окупљање - Софија и њена мајка схватају да су раскринкане. Алекса сазнаје да је Лила нашла Донкину адресу, али реагује прекасно. Лила долази код свог највећег непријатеља и потеже пиштољ. Када је Алекса коначно стигао до Донкиног стана, проналази је на поду, а полиција га одмах хапси. |                    |                 |                                         |                 |                     |
| 137 | 137                | "Епизода 1.137" | Михаило Вукобратовић и Станко Милошевић | Жарко Јокановић | 2. септембар 2020.  |
| Софија избацује мајку из куће претварајући се да ништа не зна о њеном видовњачком ангажману и отворено прети свима. Лила зове Вукашина како би му признала да је из нехата убила Донку, али да је одмах позвала полицију. Они и не слуте да је због њеног чина ухапшен недужни Алекса. Матија схвата да се Звонимир зближио са Брунером и то га веома забрињава. |                    |                 |                                         |                 |                     |
| 138 | 138                | "Епизода 1.138" | Михаило Вукобратовић и Станко Милошевић | Жарко Јокановић | 3. септембар 2020.  |
| Софија подмеће Луки чај за Аду у који је претходно ставила опасне травке. Вукашин тражи од Лиле да јој обећа да више неће прилазити Донки. Док се лажна бароница опоравља, судију занима одакле јој пластични дамски пиштољ. Брзутка се плаши да би њена ћерка могла да убије Аду и још горе, да њу оптуже да тровање. Не знајући да је под утицајем чаја који је попила, Вукашин затиче Аду у потпуном нервном растројству. |                    |                 |                                         |                 |                     |
| 139 | 139                | "Епизода 1.139" | Михаило Вукобратовић и Станко Милошевић | Жарко Јокановић | 4. септембар 2020.  |
| Ада има нову "епизоду". Још увек је под дејством чаја у који је Софија убацила отров, а сада умишља да Вишња жели да је убије. Вукашин је јако забринут и тражи да за њено стање нико не сме да сазна и зато не жели да позове ни лекара. Алекса не успева да исконтролише љубомору када је видео да Мила има удварача. Лука у ресторану среће Уну и сада обоје не могу да сакрију међусобне симпатије. Страхиња има врло оригинално изненађење за Наду. |                    |                 |                                         |                 |                     |
| 140 | 140                | "Епизода 1.140" | Михаило Вукобратовић и Станко Милошевић | Жарко Јокановић | 8. септембар 2020.  |
| Софијина мржња према Ади нема границе. Када је видела да се Лука узнемирио због мајчиног стања, она је уместо "редовне" удвостручила количину отрова којима намерава да потпуно излуди Аду. Панчета се истрчала пред Алексом који је тада коначно схватио да Ада шурује са Маријаном. Адина вриска буди целу кућу. |                    |                 |                                         |                 |                     |
| 141 | 141                | "Епизода 1.141" | Михаило Вукобратовић и Станко Милошевић | Жарко Јокановић | 9. септембар 2020.  |
| Матија планира нову велику испоруку дроге, али не слути да му је Алекса за петама. Он од Уне добија веома занимљиве податке о томе да је један комби Кан холдинга одвезен у сервис са којим немају договорену сарадњу. Док су једни забринути, Софија, Матија и Донка задовољно трљају руке због Адиног психичког слома. Хоће да јој задају последњи ударац - прогласиће је неурачунљивом и доделити јој старатеља. |                    |                 |                                         |                 |                     |
| 142 | 142                | "Епизода 1.142" | Михаило Вукобратовић и Станко Милошевић | Жарко Јокановић | 10. септембар 2020. |
| Вукашин моли Алексу да му помогне и тражи од њега две ствари − да позове Лилу и да привремено остане да живи у кући код Аде. Када јој се Јанко појавио у стану са цвећем, Панчета је потпуно полудела. Она и не слути да букет није био намењен њој. Лила не губи време − одлази код нотара и захтева да поништи све папире које је потписала са Адом. По повратку кући, Лука затиче Алексу у стану. |                    |                 |                                         |                 |                     |
| 143 | 143                | "Епизода 1.143" | Михаило Вукобратовић и Станко Милошевић | Жарко Јокановић | 11. септембар 2020. |
| Панчета је чула део разговора између Вишње и Комарца, а њено погрешно тумачење направило је општу пометњу. Тако успаничена, она одлази код Ивана како би му саопштила да је слушкиња убила Аду. Софија не може да исконтролише бес, нарочито када је видела да Лука спушта лопту са Алексом. Како би што пре прекинула њихово зближавање, она зове Матију који има нови паклени план. |                    |                 |                                         |                 |                     |
| 144 | 144                | "Епизода 1.144" | Михаило Вукобратовић и Станко Милошевић | Жарко Јокановић | 15. септембар 2020. |
| Уплашен за свој положај у дому Каначких, а све под утицајем Софијиних отровних речи, Лука почиње да показује отворену нетрпељивост према Вукашину. Уна долази на договорени састанак са Лилом, не слутећи да ће се ту појавити Алекса који покушава Лили да објасни да је Ада није издала као ни Вукашин и Вишња. Успаничена Панчета одлази код Ивана како би му саопштила страшне вести: Аду је убила служавка, а Комарац јој помаже да сакрије трагове. |                    |                 |                                         |                 |                     |
| 145 | 145                | "Епизода 1.145" | Михаило Вукобратовић и Станко Милошевић | Жарко Јокановић | 16. септембар 2020. |
| Од отровног чаја који је попио боравећи у дому Каначких, Матија добија озбиљне халуцинације и то у Кан холдингу наочиглед свих запослених. Донка обавештава судију Обреновића да је његова жена поднела захтев за развод брака пошто јој је неко доставио фотографије на којима је судија у експлицитним позама са Софијом Шубаревић. Кад је сазнала да Матији раде проверу крви на недозвољене супстанце, Софија је озбиљно пребледела. |                    |                 |                                         |                 |                     |
| 146 | 146                | "Епизода 1.146" | Михаило Вукобратовић и Станко Милошевић | Жарко Јокановић | 17. септембар 2020. |
| Алексу је запрепаситло сазнање да је Иван заљубљен у Аду. Софија покушава да потпуно слуди Луку: износи му теорију да су Вишња и Вукашин чајем отровали Матију. Софија не слути да је Вукашин већ склопио коцкице које поверава Алекси. Дијана по граду шири гласине да је Матија скинуо гаће на сред Кан холдинга и да је примљен на психијатрију. Кад је затекла Софију у шпијунирању, Лила је побеснела. |                    |                 |                                         |                 |                     |
| 147 | 147                | "Епизода 1.147" | Михаило Вукобратовић и Станко Милошевић | Жарко Јокановић | 18. септембар 2020. |
| Вукашин саопштава Ади да је трована својим омиљеним чајем и да је уверен да иза тога стоји Софија. Кад јој је рекао да је у све уплетен и Матија, Ада није желела да га слуша. Због тога Вукашин одлучује да оде из куће Каначких - заувек. Лука је решен да испуни обећање које је дао Бошку. Софија зове мајку да јој помогне, али Брзутка добија другу понуду за савезништво. Лука насрће на Вукашина, али је због тог поступка зажалио. |                    |                 |                                         |                 |                     |
| 148 | 148                | "Епизода 1.148" | Михаило Вукобратовић и Станко Милошевић | Жарко Јокановић | 22. септембар 2020. |
| Када је Лука упозорио Аду да Алекса и Вукашин раде против њега, а самим тим и против ње и да му је све то рекао Матија, Ади је коначно отворила очи. Вишња саопштава Лили да су се Лука и Вукашин потукли, а да је Ада све погрешно протумачила и отерала из куће свог дугогодишњег сарадника. Алекса моли Уну за услугу − да убаци Луки црва у главу поводом дешавања у магацину. |                    |                 |                                         |                 |                     |
| 149 | 149                | "Епизода 1.149" | Михаило Вукобратовић и Станко Милошевић | Жарко Јокановић | 23. септембар 2020. |
| Пошто је отерао Вукашина, Лука прети и Вишњи да ће завршити исто уколико настави да шурује са његовим непријатељима. Док је он ликовао због своје победе, Ада се нашла са Вукашином и Алексом. Брунер изјављује Донки саучешће због судијине смрти и саопштава јој да је нашао некога на кога ће моћи да се ослони у сваком тренутку. |                    |                 |                                         |                 |                     |
| 150 | 150                | "Епизода 1.150" | Михаило Вукобратовић и Станко Милошевић | Жарко Јокановић | 24. септембар 2020. |
| Јелена је поново опседнута Матијом, а због свог дугачког језика сада се нашла на мети полиције која долази у Кан Холдинг да је ухапси. Због огромног дуга Донка постаје непожељна у клубу. Мила жели да сазна да ли се нешто дешава између Ивана и Аде и нуди се да му помогне тако што ће разговарати о томе са Алексом. Софија убеђује Луку да ће испасти диван син уколико на Вукашиново мести запосли некога по њеној препоруци при чему је он одушевљен њеном идејом. Болесно љубоморни Јанко претворио је Тићин живот у пакао. |                    |                 |                                         |                 |                     |
| 151 | 151                | "Епизода 1.151" | Михаило Вукобратовић и Станко Милошевић | Жарко Јокановић | 25. септембар 2020. |
| Питајући се коме је успео да се замери када у локалу има само студенте и сталне госте, Тића пред Панчетом изговара Јанково име. Он је једина нова особа која је у последње време крочила у Малдиве и њој је одмах све јасно. Вукашин издаје јасна упутства Комарцу на кога треба да мотри. Кад је видела да је Страхиња на место њеног асистента довео Наду, Дијана је потпуно полудела. Софија је ангажовала свог човека ког планира да подметне Ади на Вукашиново место. У болничку посету Матији стижу Софија и Лука, али кад је у собу ушла и Ада, све је стало. |                    |                 |                                         |                 |                     |
| 152 | 152                | "Епизода 1.152" | Михаило Вукобратовић и Станко Милошевић | Жарко Јокановић | 29. септембар 2020. |
| Вукашин је нашао човека који ће га заменити пред укућанима, али је упозорава да ће Иван можда направити проблем јер ће заиграти двоструку и веома опасну игру. Када је рекао Софији да жели да обуставе Адино тровање, Матија се није надао њеном одговору. Све занима ко је отровао Матију. Док поводљиви Лука верује да је то урадила Јелена, Брунер се тим поводом обраћа Звонку, тражећи конкретан одговор. Лука позива Уну на пиће, а Панчета је спремна за врућу освету. |                    |                 |                                         |                 |                     |
| 153 | 153                | "Епизода 1.153" | Михаило Вукобратовић и Станко Милошевић | Жарко Јокановић | 30. септембар 2020. |
| По договору са Вукашином, Комарчев брат близанац Свитац долази на службу код Аде. Кад га је угледала, Вишња пада у несвест. Због демолираног кафића, Тића је уверен да се неко окомио на његовог сина и то због Наде па моли Страхињу да побегне у Немачку. Кад је Нада то дознала потпуно се сломила. Након салви увреда, Лука подиже руку на Софију. |                    |                 |                                         |                 |                     |
| 154 | 154                | "Епизода 1.154" | Михаило Вукобратовић и Станко Милошевић | Жарко Јокановић | 1. октобар 2020.    |
| Панчета је побеснела кад је сазнала да се Нада запослила као асистенткиња Дијане Ерски и решена је да то не дозволи. Лука у Кан Холдингу на своју руку спроводи истрагу јер жели да сазна ко је отровао Матију. Сви су осумњичени, али једино Дијана упире прстом у правог кривца и то пред свима. Изненада се појављује Брунер и саопштава да је Кан Холдинг банкротирао. |                    |                 |                                         |                 |                     |
| 155 | 155                | "Епизода 1.155" | Михаило Вукобратовић и Станко Милошевић | Жарко Јокановић | 2. октобар 2020.    |
| Вукашин прети Комарцу - уколико приђе Ади, Вишњи и Свицу - биће мртав. На кафи са Уном, Лука сазнаје много тога о својој запосленој и то га не оставља равнодушним. Вукашин односи пред Аду и Алексу податке о Брунеровом контакту са амбасадором и упозорава их да је дотични господин у контакту и са Донком. Софија тражи од мајке да Адин живот претвори у пакао, али како не наилази на жељену реакцију, са новим болесним планом излази пред Матију којим се овај одушевио. Њихова мета биће Лила. |                    |                 |                                         |                 |                     |
| 156 | 156                | "Епизода 1.156" | Михаило Вукобратовић и Станко Милошевић | Жарко Јокановић | 6. октобар 2020.    |
| Министарка Милева Танкосић, о којој колају гласине да је нимфоманка, долази код Вукашина у хотелску собу како би упознала Алексу. Иван се нуди Ади да буде њен возач, а када је угледао Свица, моментално му је позлило. Инспекторка Стана Џелетовић долази код Катарине у Кан Холдинг: њена посета није службена већ је ту да испита Катарину о односу који има с њеним супругом. На Страхињиној журци Дијана сазнаје да је заправо Нада будућа мама док Лука не скида поглед с Уне. Звонимир доноси коњак како би са Матијом прославио његово оздрављење. |                    |                 |                                         |                 |                     |
| 157 | 157                | "Епизода 1.157" | Михаило Вукобратовић и Станко Милошевић | Жарко Јокановић | 7. октобар 2020.    |
| На састанку са Донком, Брунер жели да зна како напредује њено зближавање са амбасадором. Јасно јој ставља до знања да ће, уколико почне да солира у игри, то уједно бити и крај њене игре. Када је сазнао да му прислушкују стан, Матија мења плочу и покушава да се ушлихта Брунеру. На Страхињиној прослави, Алекса ставља до знања Мили да би и они могли да пораде на потомству. Комарац прети брату. |                    |                 |                                         |                 |                     |
| 158 | 158                | "Епизода 1.158" | Михаило Вукобратовић и Станко Милошевић | Жарко Јокановић | 8. октобар 2020.    |
| Софија наставља да провоцира Луку и између њих прети да избије туча. У очају, Панчета упада код Ивана у собу како би му предочила своје црне мисли. Она верује да је Тића перфидан и да жели да им отме Наду и бебу. Софија наставља да спроводи свој план. Прво јој долази мајка, а онда папараца шаље у кафану како би сликао пијаног Луку. Време је да се Софија обезбеди јер следи тужба. |                    |                 |                                         |                 |                     |
| 159 | 159                | "Епизода 1.159" | Михаило Вукобратовић и Станко Милошевић | Жарко Јокановић | 9. октобар 2020.    |
| Познаник из прошлости долази код Катарине како би сазнао да ли је имала непријатност од његове жене инспекторке. Кад јој је скренуо пажње да су се заиграли и да ће пропасти обоје уколико се сазна за њихову аферу, Матија добија бруталан и неочекиван одговор од Софије. Страхиња саопштава Софији да је Лука вара. Министарка стиже у клуб на заказани састанак са Алексом, али бива изненађена. |                    |                 |                                         |                 |                     |
| 160 | 160                | "Епизода 1.160" | Михаило Вукобратовић и Станко Милошевић | Жарко Јокановић | 13. октобар 2020.   |
| Након сазнања да је Лука вара, Софија је ван себе. Од беса и кроз сузе, она своја сазнања дели са збуњеним Матијом који је уверен да је она љубоморна. Мислећи да Тића жели да јој отме Наду и бебу, Панчета је била врло изненађена кад је схватила да су његове намере потпуно другачије. Вишња испитује Свица и жели да зна ко је и одакле је дошао. Док се Мила једва суздржава да не позове Алексу, он у друштву министарке наздравља новој љубави. Иван објашњава Ади зашто Лука не би смео да пије. |                    |                 |                                         |                 |                     |
| 161 | 161                | "Епизода 1.161" | Михаило Вукобратовић и Станко Милошевић | Жарко Јокановић | 14. октобар 2020.   |
| Софија планира да пред Луком глуми љубомору како би га натерала да помисли да га воли. С друге стране, он наставља да флертује са Уном. Због лажних оптужби да је убила мужа, Ада се плаши да је ухапшена, али је бар делимично смирује чињеница да јој Алекса верује. Када је Брзутка дошла у дом Каначких како би обишла ћерку, сачекало ју је непријатно изненађење. Катарина је у небраном грожђу после новог сусрета са другом из основне јер јој у посету поново долази његова жена инспекторка. |                    |                 |                                         |                 |                     |
| 162 | 162                | "Епизода 1.162" | Михаило Вукобратовић и Станко Милошевић | Жарко Јокановић | 15. октобар 2020.   |
| Ада добија потврду своје сумње - Матија је Софијин љубавник. Када је Катарина дошла да јој се исповеди због несрећне судбине која је прати у љубави, Јелена јој је открила да Алекса вара Милу. Кад је пришао да је пољуби, Мила је видети трагове кармина и лажи на Алексином врату и кошуљи. Тића и Панчета одлазе код Дијане како би је замолили да отпусти Наду, али њен одговор им се није свидео. Док су нежно цвркутали једно другом, пред Уном и Луком се појављује разјарена Софија. Вишња трага за Комарцем. |                    |                 |                                         |                 |                     |
| 163 | 163                | "Епизода 1.153" | Михаило Вукобратовић и Станко Милошевић | Жарко Јокановић | 16. октобар 2020.   |
| Лука тражи од Софије да му објасни одакле јој идеја да је вара. Између Тиће и Дебељка севају варнице јер обојица желе да организују Страхињино и Надино венчање. Матија поново има план, а сви ће бити изненађени. Вукашин упозорава Аду на нове непријатности. Мила прислушкује разговор између Алексе и Ивана и схвата да је Алекса претходне вечери био у друштву министарке Милеве. Ада се састаје са Матијом како би сазнала зашто јој је забио нож у леђа. |                    |                 |                                         |                 |                     |
| 164 | 164                | "Епизода 1.164" | Михаило Вукобратовић и Станко Милошевић | Жарко Јокановић | 20. октобар 2020.   |
| Лука признаје Страхињи да није заљубљен у Софију. Амбасадор саопштава Брунеру и Донки да је пронашао човека који ће му помоћи да докапитализује Кан Холдинг. Матијин план ступа на снагу: он долази у дом Каначких и пред свима урла на Софију. Његова представа успева да превари све присутне - све осим Аде. Она позива новинарку Маријану и тражи да у ударном термину пусти причу о Софији. |                    |                 |                                         |                 |                     |
| 165 | 165                | "Епизода 1.165" | Михаило Вукобратовић и Станко Милошевић | Жарко Јокановић | 21. октобар 2020.   |
| Бајов дугачки језик поново покреће сумњу код Миле и она је сигурна да је Алекса вара са министарком. Софија код Страхиње се распитује о Уни, а подаци које је добила ни мало јој се нису свидели. Њихов тајни сусрет у кафићу прекида Лука. |                    |                 |                                         |                 |                     |
| 166 | 166                | "Епизода 1.167" | Михаило Вукобратовић и Станко Милошевић | Жарко Јокановић | 22. октобар 2020.   |
| Бесна као фурија, Софија улеће код Уне у канцеларију и не бирајући речи креће да је напада. Брунеру у изненадну посету долази Ада и на његово запрепашћење, саопштава му да је упозната са његовим плановима за докапитализацију Кан холдинга. Матија припрема Јанка за последњу испоруку огромне количине дроге. Панчета пада у несвест када је у својој глави повезала причу у вези министарке. Вукашин у друштву Аде и Свица зове Софију и говир јој да упали ТВ како би видела леп поклон који јој је спремио. |                    |                 |                                         |                 |                     |
| 167 | 167                | "Епизода 1.167" | Михаило Вукобратовић и Станко Милошевић | Жарко Јокановић | 23. октобар 2020.   |
| Орландо је у паници јер не жели да се замери Софији због фотографије лажног прстена. Софија је очајна због видео прилога који је видела цела земља, а стање додатно усложава новинарски осврт на њену мајку, такође лажну пророчицу Брзутку која вара људе гледајући им у карте. Софија стрепи шта ће се догодити када штампа објави са ким вара Луку. |                    |                 |                                         |                 |                     |
| 168 | 168                | "Епизода 1.168" | Михаило Вукобратовић и Станко Милошевић | Жарко Јокановић | 27. октобар 2020.   |
| На тајном састанку са Матијом Звонимир се тресе од нервозе због последње испоруке дроге коју планирају да обаве. Страхиња и Нада су узбуђени јер ће сазнати пол бебе. Ада је бесна као рис на Луку који није способан да повеже просте чињенице у вези са Софијиним махинацијама. Она се обраћа Брунеру и чека његов одговор - да ли ће у борби коју планира бити сама или не? |                    |                 |                                         |                 |                     |
| 169 | 169                | "Епизода 1.169" | Михаило Вукобратовић и Станко Милошевић | Жарко Јокановић | 28. октобар 2020.   |
| Пошто је поново исмејала Софију у лице, Дијана добија отворене претње од ње. Дебељко је очајан јер мора да вози комби у Немачку. Због једног несмотреног геста у тоалету фирме, Надин живот је угрожен. После свађе на степеништу Кан Холдинга и отимања фасцикле са Софијом, Нада пада низ степенице и остаје без свести. Милевица упознаје своју ћерку са Алексом. |                    |                 |                                         |                 |                     |
| 170 | 170                | "Епизода 1.170" | Михаило Вукобратовић и Станко Милошевић | Жарко Јокановић | 29. октобар 2020.   |
| Пошто се испоставило да је Милевицина ћерка потпуна фолиранткиња и да је све само не туњава мамина ћерка, Алекса упада у велики проблем. Сви су забринути због Надиног стања, а Јелена је уверена да је Софија одговорна за њен пад. Брунер упућује Звонимира да заједно са Донком крене у коначни обрачун са породицом Каначки. Матија одлази код Аде и саопштава јој да се огромна количина дроге налази у комбију Кан холдинга који је на путу за Немачку. Он јој убацује црв сумње који води до Дебељка. Нада се буди на болничком кревету и не престаје да пита шта јој је са бебом? |                    |                 |                                         |                 |                     |
| 171 | 171                | "Епизода 1.171" | Михаило Вукобратовић и Станко Милошевић | Жарко Јокановић | 30. октобар 2020.   |
| Лила тражи од Вишње да јој помогне да прочепркају по Адиним стварима - једна ће папире, друга телефон. Звонимир долази код Матије и саопштава му да Брунер сумња да су га издали. Софија сазнаје да је Нада изгубила бебу, а њена упорна питања о самом паду буде сумњу код Луке. Мила је посебно забринута што не зна како да саопшти сестри да можда никада неће моћи да има децу. На граници полиција хапси Дебељка са комбијем пуним хероина. |                    |                 |                                         |                 |                     |
| 172 | 172                | "Епизода 1.172" | Михаило Вукобратовић и Станко Милошевић | Жарко Јокановић | 3. новембар 2020.   |
| Дебељко завршава у притвору. Док је покушавао да објасни полицајцима да није нарко дилер и да је само обичан возач, полицајац му прети променом физичког описа. Инспекторка Стана упада у Панчетин стан и на опште запрепашћење укућана започиње претрес. Кад је сазнала да је Софија пронашла Наду у локви крви, Ади се упалила лампица. Софија одлази код Наде у посету и нуди јој новац само да ником не каже шта се догодило на степеништу фирме. |                    |                 |                                         |                 |                     |
| 173 | 173                | "Епизода 1.173" | Михаило Вукобратовић и Станко Милошевић | Жарко Јокановић | 4. новембар 2020.   |
| Вишња прислушкује разговор између Аде и Вукашина, а кад је чула да ће се упутити ка његовом апартману, одлучује да је прати. Полицијски службеници долазе у Кан холдинг и воде Луку на информативни разговор како би утврдили додатне чињенице у вези са Дебељковим диловањем дроге. Инспекторка Стана долази код Аде и обраћа јој се са мафијашице, али Ада не остаје дужна и избацује је напоље. |                    |                 |                                         |                 |                     |
| 174 | 174                | "Епизода 1.174" | Михаило Вукобратовић и Станко Милошевић | Жарко Јокановић | 5. новембар 2020.   |
| У затворској ћелији Дебељко од Комарца сазнаје да је Нада у несрећи изгубила бебу. Вукашин на све начине покушава да скине инспекторку Џелетовић са Дебељковог случаја. Софија и Матија настављају да закувавају чорбу породици Каначки. После свега што је сазнао, Дебељко се попут торнада обрушио на цимере од којих је претходно добио батине и не може да заустави песнице. |                    |                 |                                         |                 |                     |
| 175 | 175                | "Епизода 1.175" | Михаило Вукобратовић и Станко Милошевић | Жарко Јокановић | 6. новембар 2020.   |
| Брунер јасно и недвосмислено ставља до знања Донки да мора да обнови своје везе са судијом Обреновићем јер им је неопходан у коначном обрачуну са породицом Каначки. Вукашин саопштава Свицу да му је брат ухапшен и да се прибојава онога што би могло да уследи. Након свега што јој је Панчета у тајности поверила у болници, Нада жели да време проводи искључиво с њом. |                    |                 |                                         |                 |                     |
| 176 | 176                | "Епизода 1.176" | Михаило Вукобратовић и Станко Милошевић | Жарко Јокановић | 10. новембар 2020.  |
| Потиштени Страхиња у пратњи Тиће долази код Панчете и Миле како би им саопштио важну одлуку. Дијана пред новинаркама раскринкава прошлост министарке Милеве која је пре политичке каријере радила као касирка. Нада сазнаје од докторке да највероватније неће моћи да има децу. Дебељко на све начине покушава да докаже своју невиност пред инспектором Цолетом, а Ада прети Матији - ако јој не каже ко му је дојавио да се у комбију налази дрога, мораће то да објасни полицији. |                    |                 |                                         |                 |                     |
| 177 | 177                | "Епизода 1.177" | Михаило Вукобратовић и Станко Милошевић | Жарко Јокановић | 11. новембар 2020.  |
| Уз Унину свесрдну помоћ, Алекса наставља истраживање у вези са дешавањима у магацину Кан холдинга. Ада врло јасно ставља до знања Брзутки да није пожељна у њеној кући и да неће моћи да долази кад год јој се прохте. Софија се згранула када је чула да је Матија споменуо њено име у контексту комбија и дроге. Донка се среће са судијом, а Нада се коначно враћа кући. Када је инспектор Цоле дошао у фирму да разговара са Матијом, сазнао је да је његова жена привела Катарину. |                    |                 |                                         |                 |                     |
| 178 | 178                | "Епизода 1.178" | Михаило Вукобратовић и Станко Милошевић | Жарко Јокановић | 12. новембар 2020.  |
| Цоле је бесан на супругу - питао ју је шта треба да уради да би престала да прогони и малтретира Катарину. Станин одговор га је довео у мат позицију. Мила се захваљује Уни због њеног ангажовања око Дебељка и моли је да буде опрезна. Њихов разговор прислушкивао је подмукли Јанко. Нада коначно сазнаје шта се догодило Дебељку, а Ада одлучује да се обрачуна са Софијом. Док су седели у ресторану и уживају, Лукино и Унино расположење покварио је Матијин долазак. |                    |                 |                                         |                 |                     |
| 179 | 179                | "Епизода 1.179" | Михаило Вукобратовић и Станко Милошевић | Жарко Јокановић | 13. новембар 2020.  |
| Тића од Страхиње сазнаје лоше вести у вези са Панчетом. Нада пролази кроз веома тежак период. Поверава се Мили да стално замишља своју нерођену бебу. Од кад је преузео привремену функцију менаџера клуба, Иван почиње да заводи ред и укида на рачун куће, а то многим гостима није лако пало. Вукашин планира да пошаље Свица у посету брату у затвор како би наговорио Комарца да преузме улогу заштићеног сведока. Он и не слути да је предухитрен и да је Комарац убоден ножем у стомак и то на Дебељкове очи. |                    |                 |                                         |                 |                     |
| 180 | 180                | "Епизода 1.180" | Михаило Вукобратовић и Станко Милошевић | Жарко Јокановић | 17. новембар 2020.  |
| Адина изненадна посета Панчетином дому не прија Алекси: дошла је због Миле и Наде са којима жели насамо да разговара. Док се Катарина емотивно исповедала Јелени, у Кан Холдинг улази Цоле који је тада коначно чуо каква осећања Катарина гаји према њему и био је веома изненађен. Инспектор Цоле захтева од Матије да позове Јанка. Вукашин сазнаје да су Комарца покушали да убију у ћелији. Кад су Мила и Нада отишле у посету Дебељку, он им саопштава да је видео нешто што није смео и да сада желе да га убију. Тића проси Панчету. |                    |                 |                                         |                 |                     |
| 181 | 181                | "Епизода 1.181" | Михаило Вукобратовић и Станко Милошевић | Жарко Јокановић | 18. новембар 2020.  |
| Уна је отворено питала Матију шта жели од ње. Кад је видела да околиша, она је изговорила чаробну реч: магацин! Како би спречио катастрофу, Матија одлази код Луке и почиње да минира Уну. У затворску болницу у посету рањеном Комарцу стиже Вукашин. Он жели да зна која су то два услова због којих ће пристати да буде заштићени сведок. Кад је Ада чула један од његових захтева, потпуно је полудела. Иван наговара Панчету да призна Нади да је слагала да има рак. Док су Цоле и Катарина у тајности пили кафу, на њих у пролазу налеће Дијана Ерски. |                    |                 |                                         |                 |                     |
| 182 | 182                | "Епизода 1.182" | Михаило Вукобратовић и Станко Милошевић | Жарко Јокановић | 19. новембар 2020.  |
| Алекса упада у клопку - не само да је камера овековечила тренутак пољупца са Жаклином, већ је то видела и Софија. Он не слути да се иза ове преваре крије министарка Милева. Панчета је једва дочекала својих 5 минута, ставља Страхињу на оптуженичку клупу и преслишава га шта је тачно рекао Тићи. Лука извештава Ади о истрази коју је наводно сам спровео, а у вези са магацином. Вукашин сазнаје за бизарни захтев који је Комарац упутио директору полиције. Кад буду објавили вест о његовој смрти, он жели да му донесу новине са читуљама како би видео ко га жали. |                    |                 |                                         |                 |                     |
| 183 | 183                | "Епизода 1.183" | Михаило Вукобратовић и Станко Милошевић | Жарко Јокановић | 20. новембар 2020.  |
| За доручком Лука саопштава вест да је умро Комарац. Када је то чула, Вишња пада у несвест, а Тића је једини који јасно сагледава ствари - он верује да је по среди превара. Мила се супротставља Софији и пред Луком је отворено пита да ли је она и даље заљубљена у Алексу. Брунер се спрема да породици Каначки зада последњи ударац. Нада тражи од Софије да уради нешто што једнако нема цену као смрт њене бебе за коју је она управо крива. Цоле затиче Матију и Јанка у канцеларији и одводи их на разговор. |                    |                 |                                         |                 |                     |
| 184 | 184                | "Епизода 1.184" | Михаило Вукобратовић и Станко Милошевић | Жарко Јокановић | 24. новембар 2020.  |
| Инспектор Цоле саопштава Дебељку да је привео Матију и Јанка и тражи од њега да се присети свих детаља у вези са последњим одласком у сервис. Ада упозорава Вишњу да Лила никако не сме да сазна да се виђа са Вукашином, али било је прекасно - Лила је све чула. Панчета прави инцидент код Ивана у клубу, али то је је ништа спрам онога што је Жаклина урадила Алекси у Кан Холдингу и то пред свима! |                    |                 |                                         |                 |                     |
| 185 | 185                | "Епизода 1.185" | Михаило Вукобратовић и Станко Милошевић | Жарко Јокановић | 25. новембар 2020.  |
| Изреволтиран боравком у полицији, Матија склапа коцкице и сада је уверен да су му Уна и Алекса сместили. Због тога спрема освету. Избезумљен одлази код Уне у канцеларију и закључава врата. Катарина се жали Мили и Јелени да је целу ноћ добијала позиве од Цолета, а одмах затим и са непознатог броја. Вукашин саопштава Вишњи да је Комарац био ХИВ позитиван и да због тог мора да оде код лекара. Сви су срећни што је Дебељко коначно пуштен из притвора. Брунер доноси Ади документа о намерама новог сувласника, али после предлога да наздраве, доживљава хладан туш. |                    |                 |                                         |                 |                     |
| 186 | 186                | "Епизода 1.186" | Михаило Вукобратовић и Станко Милошевић | Жарко Јокановић | 26. новембар 2020.  |
| Матија и Софија долазе код Луке и наговарају га да отпусти Уну јер је она намерно предала папире полицији у договору са Алексом како би се отарасили Матије, али и Луке. Они су се шокирали када су чули да је Уни та упутства дао управо Лука. Дебељку није јасно како је Комарац умро када га је он спасио после убадања ножем. Вишња је очајна због сазнања о ХИВ-у. Министарка је непријатно изненадила Донку. |                    |                 |                                         |                 |                     |
| 187 | 187                | "Епизода 1.187" | Михаило Вукобратовић и Станко Милошевић | Жарко Јокановић | 27. новембар 2020.  |
| Ада упада у Софијину клопку. Кад јој је Дијана рекла да је Софија покушала да је подмити, Ада креаторки даје упутства да прихвати прљаву понуду. Али, Ада не слути да је све то део Софијине тактике. Алекса је у небраном грожђу. Пошто је прекинуо састанак Донке и Милевице, он долази кући где Мили саопштава да је министарка тражила од њега да се ожени Жаклином. Софија наставља са сплеткарењем па сада у дуету са мајком наводи Луку на танак лед и то причом о беби. Ада се коначно састаје са Матијом. |                    |                 |                                         |                 |                     |
| 188 | 188                | "Епизода 1.188" | Михаило Вукобратовић и Станко Милошевић | Жарко Јокановић | 1. децембар 2020.   |
| Жаклина наставља да тортурише Алексу, а када му се у Кан холдингу бацила у загрљај и почела да се љуби са њим, у канцеларију улеће Мила! Цолетова жена инспекторка Стана долази у локал Малдиви како би од Тиће тражила податке о Катарини. Истовремено, Кети саопштава своју теорију Цолету, а он је шокиран. Панчета тражи од Аде да Нади хитно да отказ, али не наилази на разумевање. Уна се сукобљава са Матијом и добија признање, али и претње! |                    |                 |                                         |                 |                     |
| 189 | 189                | "Епизода 1.189" | Михаило Вукобратовић и Станко Милошевић | Жарко Јокановић | 2. децембар 2020.   |
| Подмукли Матија поверава Брунеру и Звонимиру да се њихов нов проблем зове Уна Христић. Када је чуо да је управо Уна полицији дала компромитујуће папире, Брунер је изнео предлог да се Уна скрати за главу. Брзутка долази код Луке како би му убацила у главу нове планове у вези са бебом. Мила поверава другарицама да је направила хаос кад је саопштила Жаклини да су она и Алекса венчани. Иако Уна покушава да упозори Луку на опасност од Матије и мафије, он није у стању да разуме. Вишња добија налазе - ХИВ је позитивна, али то није све. |                    |                 |                                         |                 |                     |
| 190 | 190                | "Епизода 1.190" | Михаило Вукобратовић и Станко Милошевић | Жарко Јокановић | 3. децембар 2020.   |
| Тића саопштава Катарини да је због ње непријатност и претње од стране инспекторке Џелетовић. Она се поново враћа у Малдиве, али овог пута не одлази празних руку: у станицу води Страхињу. Ада уговара састанак због дешавања у Кан холдингу и решена је да на њему присуствују и Алекса и Лука. Када је сазнала да је Вишња ХИВ позитивна и трудна, Лила пада у несвест. Алекса износи Мили неочекиван предлог - венчање, али стварно. |                    |                 |                                         |                 |                     |
| 191 | 191                | "Епизода 1.191" | Михаило Вукобратовић и Станко Милошевић | Жарко Јокановић | 4. децембар 2020.   |
| Када је виша инспекторка Џелетовић дошла код Панчете, нашла се у чуду. Шокирана је Панчетиним наступом и једва успева да се контролише након флерта који је доживела. У кревету Лука пита Софију шта се тачно догодило између ње и Наде. Станин муж саопштава Вукашину да је ухапшен власник сервиса и да је Јанко још у притвору и сад је јасно да је по среди организована мафија. Уна, Алекса и Лука кују план како да доскоче Матији, а Лука је одиграо на најјачу карту. |                    |                 |                                         |                 |                     |
| 192 | 192                | "Епизода 1.192" | Михаило Вукобратовић и Станко Милошевић | Жарко Јокановић | 8. децембар 2020.   |
| Бесна Милевица долази у Кан Холдинг како би преслишала Милу и како би јој окончала привид. Када се појавио Алекса, Милева је извукла кеца из рукава. Донка пребацује Софији што леком који јој је дала није успела да докрајчи Аду, али је кума уверена да има нешто на уму. Пре него што је чула њену идеју, у бизнис клуб улази заједнички љубавник судија. На Адин позив, Матија долази у кућу Каначких и тамо затиче Уну. |                    |                 |                                         |                 |                     |
| 193 | 193                | "Епизода 1.193" | Михаило Вукобратовић и Станко Милошевић | Жарко Јокановић | 9. децембар 2020.   |
| Катарина моли Тићу да пусте причу да су у вези, шта више, да су вереници. На Лукино запрепаштење, Ада се враћа у фирму. Чим поново буде преузела кормило Кан холдинга, искористиће прилику да Брунеру објасни како стоје ствари и да ће у случају да нешто крене по злу са докапитализацијом, он бити у највећем проблему. На помен министарке Милеве, Панчета поново пада у несвест. |                    |                 |                                         |                 |                     |
| 194 | 194                | "Епизода 1.194" | Михаило Вукобратовић и Станко Милошевић | Жарко Јокановић | 10. децембар 2020.  |
| Пошто је обавестио Луку да им је блокиран рачун, Матија је биоо шокиран реакцијом свога брата, толико да је побеснео. Вукашин се састаје са инспектором Цолетом и упозорава га да уколико због правила службе буде превише чекао, Брунер може да им утекне. Лука изазива Алексу и тражи од њега да оду код нотара како би се Алекса одрекао Лилиног дела наследства. Софија има план да узме половину имовине Каначких и побегне што пре, али Матија не дозвољава да сам заврши у провалији. Ада се у клубу састаје са амбасадором. |                    |                 |                                         |                 |                     |
| 195 | 195                | "Епизода 1.195" | Михаило Вукобратовић и Станко Милошевић | Жарко Јокановић | 11. децембар 2020.  |
| Иако је од Аде добио јасно упутство да никоме, а нарочито Софији, не открива било шта у вези са докапитализацијом Кан холдинга, Лука у својој брзоплетости то ипак чини. Он и не слути какву ће беду навући на врат, али његов дугачак језик истртљао се и пред Страхињом. Сада је јасно зашто је Нада остала без бебе. Када је чула Тићину намеру да се ожени Катарином, Панчета је потпуно побеснела. Вишња саопштава Ади да бебе неће бити, а тај податак је нарочито погодио Свица. У канцеларији, Алекса и Матија започињу тучу, а када је Жаклина шутнула Луку у међуножје, добила је шамар од Софије лично. |                    |                 |                                         |                 |                     |
| 196 | 196                | "Епизода 1.196" | Михаило Вукобратовић и Станко Милошевић | Жарко Јокановић | 15. децембар 2020.  |
| Таман кад су помислили да наздрављају, Брунер обавештава Звонимира и Матију да заправо пију за покој душе. Дијана долази код Аде и саопштава јој да цео град прича да су банкротирали. Иван мисли да је Тића због свих гласина у вези са Катарином награбусио код Панчете и да му неће опростити. Мила сазнаје да су се Страхиња и Нада свађали због тога што је свима прећутала да је за смрт њене бебе крива Софија. Пошто је ћеркине контрацептивне пилуле заменила обичним, Брзутка буши Лукине кондоме. |                    |                 |                                         |                 |                     |
| 197 | 197                | "Епизода 1.197" | Михаило Вукобратовић и Станко Милошевић | Жарко Јокановић | 16. децембар 2020.  |
| Разговор између Луке и Страхиње не протиче како треба јер Лука тврди да је Софија у праву и да је својим очима видео да није одговорна за смрт Надине бебе. Непријатност се наставља у дому Каначких где Ада јасно ставља до знања Софији да мамица зна и оно што неко мисли да не зна. Ивану пада мрак на очи када је видео ко се вратио у Клуб. У разговору са Брунером, Ада започиње тему смрти свог супруга Бошка. Мила удара шамар Софији, а Јанко уцењује Матију. |                    |                 |                                         |                 |                     |
| 198 | 198                | "Епизода 1.198" | Михаило Вукобратовић и Станко Милошевић | Жарко Јокановић | 17. децембар 2020.  |
| Таман кад је Катарина поверила Панчети шта намерава да каже инспекторки Стани, у Малдиве улази Цоле. Лука на крајње безобразан начин пропитује Аду у вези са удајом за Ивана. У врло сличном стању нашао се Иван коме је буквицу очитао Алекса. Софија саопштава Матији да је време да заувек реше Луке Каначког. Након пољупца за Катарином, Цоле добија јак ударац у главу. |                    |                 |                                         |                 |                     |
| 199 | 199                | "Епизода 1.199" | Михаило Вукобратовић и Станко Милошевић | Жарко Јокановић | 18. децембар 2020.  |
| Панчетин дугачки језик поново ствара неприлике укућанима, поготово Нади јер Дебељко сазнаје да јој је Софија нешто урадила. Ада жели да што пре сазове седницу Управног одбора али је буни што нема имена чланова. Ипак, она не слути да може доћи до било каквих проблема и задовољна је чињеницом да је у докапитализацији добила приличну своту новца. У разговору са Свицем на тему бебе, Вишња сазнаје да је он преживео велику трагедију. Цоле је одлучио да заигра отворених карата пред својом законитом женом. |                    |                 |                                         |                 |                     |
| 200 | 200                | "Епизода 1.200" | Михаило Вукобратовић и Станко Милошевић | Жарко Јокановић | 22. децембар 2020.  |
| Јанко покушава да изигра Дебељка и саопштава му да није одговоран за његово хапшење, али да зна ко га све време намешта. Код Луке у канцеларији, Нада наваљује да погледа снимак са сигурносне камере која је забележила њен пад низ степенице. После свих љубавних изјава које је добила од Цолета, Катарина сада добија шамар истине и то од Дијане која тврди да је спавала са Цолетом. Иван и Ада једно другом изјављују љубав, а размену њихове нежности овековечио један наручени мобилни телефон. Брунер од Донке добија податак да се инспектори у полицији поново распитују о Бошковој смрти. Једна министаркина реченица је посебно уздрмала Вукашина. |                    |                 |                                         |                 |                     |
| 201 | 201                | "Епизода 1.201" | Михаило Вукобратовић и Станко Милошевић | Жарко Јокановић | 23. децембар 2020.  |
| Када му је Лука понудио место шефа магацина, Дебељко је потпуно полудео јер је уверен да на тај начин жели да се искупи због чињенице да је Софија крива за смрт Надине бебе. Док је седео с Матијом у кафићу, Луки прилази Жаклина и просипа му на главу чашу пуну хладног пива након чега започиње флерт. Дијана долази код Каначких и пред Лилом и Вишњом саопштава да су камере сасвим случајно поред реке ухватиле Аду и Ивана како се љубе. Убрзо је за њихово романтично дружење сазнао цео град, а Иван је очајан због тога. |                    |                 |                                         |                 |                     |
| 202 | 202                | "Епизода 1.202" | Михаило Вукобратовић и Станко Милошевић | Жарко Јокановић | 24. децембар 2020.  |
| Брунера је изнервирао пољубац Аде и Ивана. Због тога што га је ујела за срце, чврсто је решен да јој се освети и удари тамо где зна да ће је болети. За разлику од њега, сви остали верују да се Иван смувао са Панчетом. Софији није јасно како је Лука успео да се полије пивом по глави. Звонимир одлази код Јанка у магацин и почиње да му прети. |                    |                 |                                         |                 |                     |
| 203 | 203                | "Епизода 1.203" | Михаило Вукобратовић и Станко Милошевић | Жарко Јокановић | 25. децембар 2020.  |
| Матија је шокиран Лукином одлуком да на место шефа магацина постави Дебељка. Али том чињеницом је много већи шок доживео Звонимир који је тек убедио Брунера да Јанка држи под контролом. Вукашин дојављује Ади да је уверен да је у опасности и да је неко прати, а као доказ јој шаље неколико фотографија. Софија напада Луку због Жаклинице која је сада објавила фотографију из провода са Луком на свом инстаграм профилу. |                    |                 |                                         |                 |                     |
| 204 | 204                | "Епизода 1.204" | Михаило Вукобратовић и Станко Милошевић | Жарко Јокановић | 29. децембар 2020.  |
| Када је Ади случајно испао телефон из руке, фотографију њеног пољупца са Иваном видела је и Вишња. Дијана позива Наду на пиће и захтева да јој исприча све о емотивној вези своје послодавке са бившим. Узнемирени Лука долази у Малдиве да би се обрачунао са Страхињом. Панчета је спремна за опасну акцију и зато Мили издаје упутства шта да ради и одакле да узме паре у случају да се не врати кући. Кад је Дебељко саопштио Јанку да је он нов директор магацина, овај је у беснилу отишао да се обрачуна са Матијом. Панчета прекида Адин разговор са министарком. Министарку Милеву Панчета хвата за главу и удара је из све снаге. |                    |                 |                                         |                 |                     |
| 205 | 205                | "Епизода 1.205" | Михаило Вукобратовић и Станко Милошевић | Жарко Јокановић | 30. децембар 2020.  |
| Софија поново напиње Луку у вези са прстеном, а узгред сазнаје да ће га добити чим се заврши састанак УО Кан Холдинга. Пошто је физички насрнула на сестру, министарку Милеву, Панчета из торбе вади последњи адут. Дебељко доноси нове податке из магацина и дели их са Уном и Алексом. Уверен је да Јанко неће мировати и да се тек спрема олуја јер се управо Јанко састаје са Звонимиром. Инспекторка Џелетовић се појављује на Матијиним вратима и тамо затиче Софију. |                    |                 |                                         |                 |                     |
| 206 | 206                | "Епизода 1.206" | Михаило Вукобратовић и Станко Милошевић | Жарко Јокановић | 31. децембар 2020.  |
| Звонимир са поносом показује Брунеру и Матији видео снимак отете и везане Уне. Али то није крај плановима које је направио Брунер. Док Дијана на све начине покушава да сазна шта је узрок туче Панчете и Милеве, Панчета се исповеда Тићи и признаје му да полусестри и мајци никад неће опростити што су је гурнуле у проституцију. |                    |                 |                                         |                 |                     |
| 207 | 207                | "Епизода 1.207" | Михаило Вукобратовић и Станко Милошевић | Жарко Јокановић | 1. јануар 2021.     |
| У Кан холдингу је сазван управни одбор. Лила и Лука доживљавају изненађење када су сазнали да је Вукашин трећи члан са већинске стране. Иако му у почетку није било драго због тога, Лука се ипак на крају мири са Вукашином. Убрзо Лила доживљава шок − као други члан одбора са мањинске стране појавила се Донка. |                    |                 |                                         |                 |                     |
| 208 | 208                | "Епизода 1.208" | Михаило Вукобратовић и Станко Милошевић | Жарко Јокановић | 5. јануар 2021.     |
| Тића долази код Панчете са сухомеснатим мезеом и ракијом да је утеши. Милевица открива Жаклини истину о њиховом сродству са Панчетом. Матија и Софија долазе код Луке на састанак, а он им уз Страхињино присуство даје до знања да зна да Матија нешто смера. |                    |                 |                                         |                 |                     |
| 209 | 209                | "Епизода 1.209" | Михаило Вукобратовић и Станко Милошевић | Жарко Јокановић | 6. јануар 2021.     |
| Софија наводи Матију да да инспекторки Стани неки опипљиви доказ против Брунера. Вукашин тражи од Луке да му прича о Жаклини. Унезверена од свега што јој се десило, Уна утрчава код Алексе и Миле у стан. Кад се коначно довукла кући из швалерације, Софија у дому Каначких затиче Вукашина и почиње да урла. |                    |                 |                                         |                 |                     |
| 210 | 210                | "Епизода 1.210" | Михаило Вукобратовић и Станко Милошевић | Жарко Јокановић | 7. јануар 2021.     |
| Донка долази у Кан холдинг како би Луки саопштила страшну истину. Иако јој Лука првобитно ништа није поверовао, она проналази начин да га придобије на своју страну показујући му уговоре које је потписао, а није ни знао шта потписује. Када је Софија упрла прстом у Вукашина и рекла да ће га тужити због куповине лажног вереничког прстена, Ада је решава сваке сумње и преузима кривицу на себе. Инспектор Цоле од Уне сазнаје детаље њене отмице, али и пуштања. Лука је решен да потпуно излуди Аду: у кућу доводи новог станара Брзутку. Његов гест чак и Софија оцењује као кретенски. Иван обавештава Алексу да се Божидарка тј. Брзутка на Лукин захтев уселила у кућу Каначких. Лила издаје директиве Вишњи и Свицу да истркељишу ствари нове станарке. Док Донка поверава Звонимиру да је Брунерова битка унапред изгубљена, Жаклина поверава Милеви ко јој се свиђа. Алекса одлази код Луке како би са њим разговарао о ономе што се догодило Уни и како би пронашли начин да је заштите. |                    |                 |                                         |                 |                     |
| 211 | 211                | "Епизода 1.211" | Михаило Вукобратовић и Станко Милошевић | Жарко Јокановић | 8. јануар 2021.     |
| Страхиња и Нада одлучују да се усредсреде на прављење бебе, а први корак на том путу је одлазак код лекара. Оно што је чуо је драстично покварило Страхињино расположење. Кад Донка настави са министарком Милевом разговор о свом проблему са Адом Каначки, наилази ће на мину. Цоле долази у Кан холдинг и недвосмислено ставља до знања Матији да зна да му је Брунер главни шеф. |                    |                 |                                         |                 |                     |
| 212 | 212                | "Епизода 1.212" | Михаило Вукобратовић и Станко Милошевић | Жарко Јокановић | 12. јануар 2021.    |
| Ада је запрепашћена чињеницом да постоје индиције које указују да је Матија умешан у Унину отмицу. Ипак, Матија се извлачи тако што сервира тетки још једну лаж - да је морао све то да уради зато што је заљубљен у Уну. Софија преиспитује мајку у вези са пресељењем и жели да зна шта то она и Лука петљају. |                    |                 |                                         |                 |                     |
| 213 | 213                | "Епизода 1.213" | Михаило Вукобратовић и Станко Милошевић | Жарко Јокановић | 13. јануар 2021.    |
| Милева унајмљује суспендовану инспекторку Џелетовић да прати њену ћерку Жаклину, али то није све. Пошто јој је саопштио да ће добити телохранитеља, Уна сазнаје од Луке нешто много, много важније. Јанко упада код Алексе у канцеларију и поставља услове. Нада позива Страхињу како би му саопштила своју одлуку. После свега што су сазнали од докторке, она жели да се растану. |                    |                 |                                         |                 |                     |
| 214 | 214                | "Епизода 1.214" | Михаило Вукобратовић и Станко Милошевић | Жарко Јокановић | 14. јануар 2021.    |
| Кад је чула разговор између Аде и Луке и сазнала да Ада управља целокупним новцем и имовином њеног мужа, Софији је пао мрак на очи. Успаничена зове Матију и саопштава му да им је пропао цео план. Вукашин врло јасно ставља до знања Ади да мисли да је Матија психопата и да нешто крије. |                    |                 |                                         |                 |                     |
| 215 | 215                | "Епизода 1.215" | Михаило Вукобратовић и Станко Милошевић | Жарко Јокановић | 15. јануар 2021.    |
| Жаклина се обраћа Бају како би прикупила податке о тетка Панчети. У нервном растројству Софија потеже пиштољ на Матију. Ада је случајно упала у Лилину клопку са лепком намењену Божидарки. |                    |                 |                                         |                 |                     |
| 216 | 216                | "Епизода 1.216" | Михаило Вукобратовић и Станко Милошевић | Жарко Јокановић | 16. јануар 2021.    |
| На Панчетиним вратима се појављује Жаклиница. Пошто се лажно представила и покушала да извуче из ње кога има од породице, Жаклина је суочила Панчету са болном истином. У изненадну посету Кан холдингу стиже Вукашин поводом разговора са Алексом. То да је Лила залепила Аду за столицу захваљујући Дијанином језику, сазнао је цео град. Након помирења, Матија са Софијом кује план о уцени која ће бити толико страшна да ће Ада морати да јој да све што буде тражила. |                    |                 |                                         |                 |                     |
| 217 | 217                | "Епизода 1.217" | Михаило Вукобратовић и Станко Милошевић | Жарко Јокановић | 17. јануар 2021.    |
| Ада жели да сазна од Уне да ли између ње и Луке постоје осећања. Милевица добија рапорт од суспендоване инспекторке Стане и сазнаје да њена Жаклиница није уопште дама како се мајци представља већ да по граду јури дечка који јој се год свиђа. Изнебуха, Дебељко проси Јелену. |                    |                 |                                         |                 |                     |
| 218 | 218                | "Епизода 1.218" | Михаило Вукобратовић и Станко Милошевић | Жарко Јокановић | 19. јануар 2021.    |
| Панчета признаје укућанима да јој је Жаклиница сестричина, али за њену емотивну исповест Мила нема разумевања. Брига ипак није оправдана јер Жаклина завршава у кафани неочекивано са Луком. Њихов сусрет није прошао незапажено јер је Стана стално за петама Жаклини. Божидарка у Лукиној и Софијиној соби затиче призор који ју је шокирао. |                    |                 |                                         |                 |                     |
| 219 | 219                | "Епизода 1.219" | Михаило Вукобратовић и Станко Милошевић | Жарко Јокановић | 20. јануар 2021.    |
| Пошто је запретила Уни, једна Софијина провокација убацила је црв сумње да је уплетена у отмицу. Донка наређује Матији да преузме Адине деонице у фирми милом или силом. Њеном пакленом плану иде на руку Лукино пијанство и Адина отворена претња сину да ће сазвати УО фирме и поставити новог директора. Милевица у пратњи Стане долази код Панчете у стан. Звонимир предлаже Ивану да заради додатни новац. Ада на улазу у Кан холдинг затиче Алексу како изјављује љубав Жаклиници и како је страсно љуби. |                    |                 |                                         |                 |                     |
| 220 | 220                | "Епизода 1.220" | Михаило Вукобратовић и Станко Милошевић | Жарко Јокановић | 21. јануар 2021.    |
| Осим Аде, сцену Алексиног љубљења са Жаклином видео је Лука, али и несрећна Мила која неије могла да поверује својим очима. Мила саопштава Алекси да не жели више да га види. Жаклиница је ударила и на Лукину сујету - док је разговарала са њим у фирми, пред Софијом и Уном изговара да се љубила с њим у кафани. Вукашин позива Милеву и жели да зна зашто му није рекла да му је Жаклиница ћерка. Софија се поново састаје с судијом и жели да чује шта је решење. Сама закључује - Ада мора да нестане. |                    |                 |                                         |                 |                     |
| 221 | 221                | "Епизода 1.221" | Михаило Вукобратовић и Станко Милошевић | Жарко Јокановић | 22. јануар 2021.    |
| Лука тражи од Матије да га покрије пред свима и каже да је он у шеми заправо са Жаклином како би се опрао пред Софијом. Вукашин жели да сазна због чега му Милева никада није рекла да је Жаклина његова ћерка. Матија упозорава Софију да су Брунерови људи свуда и зато смишља начин како да их доведе у заблуду. Када је од таште сазнао да Софија намерава да преспава код мајке у стану, Лука издаје ултиматум. |                    |                 |                                         |                 |                     |
| 222 | 222                | "Епизода 1.222" | Михаило Вукобратовић и Станко Милошевић | Жарко Јокановић | 26. јануар 2021.    |
| Чињеница да Мила утеху због његовог пољупца са Жаклином тражи у друштву пријатељица, Алекси улива додатну нервозу. Он не може ни да замисли какве сценарије има Јелена и чиме пуни главу Мили. Кад је Стана упала код Панчете у стан како би Жаклиницу вратила мајци, није знала шта ју је снашло. Пошто је Дијана спојила коцкице о повезаности Донке и Брунера, лажној бароници се пали аларм и потпуно губи живце а и манире. Између Лиле и Брзутке избија туча. Сцена коју је Мила затекла у купатилу потпуно ју је поразила. |                    |                 |                                         |                 |                     |
| 223 | 223                | "Епизода 1.223" | Михаило Вукобратовић и Станко Милошевић | Жарко Јокановић | 27. јануар 2021.    |
| Када је од Јелене сазнао да се Дебељко, Алекса, Мила и Страхиња нису појавили на послу, Лука је тражио да им свима припреми отказе. Дијана ставља Софији до знања да зна да се видела са адвокатом и да нешто спрема. Ада сазнаје од Ивана да се неспоразум између Миле и Алексе завршио веридбом. Када се у просторијама Кан холдинга појавио инспектор Цоле, у Матијиној глави се срушио свет. |                    |                 |                                         |                 |                     |
| 224 | 224                | "Епизода 1.224" | Михаило Вукобратовић и Станко Милошевић | Жарко Јокановић | 28. јануар 2021.    |
| Милева долази код Панчете како би натерала ћерку да се врати кући. Након њеног одласка пошто није успела у својој намери, на вратима се појављује и Вукашин. Сви увелико планирају Алексину и Милину свадбу, а у улогу организатора се највише унео Дебељко. На Адино изненађење, у њеном дому се појављује Тића са пуним кесама домаћих специјалитета. Док су седели у Малдивима и пијуцкали пиће, Панчета одлучује да пред Иваном преваспита Луку. |                    |                 |                                         |                 |                     |
| 225 | 225                | "Епизода 1.225" | Михаило Вукобратовић и Станко Милошевић | Жарко Јокановић | 29. јануар 2021.    |
| Док су по кући тражили Адин мобилни телефон, нико није ни слутио да је он већ постао Софијин плен. Након кратког трагања по телефону, Софија схвата да је пронашла нешто занимљиво што ће моћи искористити у свом прљавом рату. Док се Жаклина распитивала код Панчете о Вукашину, Панчета изражава бојазан да ће им он поново открити неку велику тајну. Кад је чула да је Звонимир више пута виђен у Матијином друштву, Ада захтева досијее. Донка тражи од Луке да јој обезбеди канцеларију у Кан холдингу док Дијана наваљује да буде творац Милине венчанице. |                    |                 |                                         |                 |                     |
| 226 | 226                | "Епизода 1.226" | Михаило Вукобратовић и Станко Милошевић | Жарко Јокановић | 2. фебруар 2021.    |
| Софија шаље фотографију у Адином телефону ономе кога ће то највише повредити Луку. У налету љубоморе, Вишња изговара двосмислене речи како би Маринку ставила до знања да је љута због онога што је видела и чула. Лука љутито улеће у свој некадашњи дом и удара Ивана, а потом грубо одгурује и Панчету. Донкиним доласком у Кан холдинг, за Катарину и Милу почиње пакао. |                    |                 |                                         |                 |                     |
| 227 | 227                | "Епизода 1.227" | Михаило Вукобратовић и Станко Милошевић | Жарко Јокановић | 3. фебруар 2021.    |
| Нико не може да верује какав је хаос Лука направио након сазнања да су Иван и Ада у вези. Док се Мила брине због онога што би Алекса могао да уради, Иван се прибојава Лукиног следећег корака, а Адине речи не успевају да га умире. У клубу, Цоле Донки ставља до знања да зна у шта је уплетена. Алекса улази у кафану и тамо затиче пијаног и бесног Луку. |                    |                 |                                         |                 |                     |
| 228 | 228                | "Епизода 1.228" | Михаило Вукобратовић и Станко Милошевић | Жарко Јокановић | 4. фебруар 2021.    |
| Када је Свитац дошао у Кан Холдинг, Јелени су од шока клецнула колена. После бурне ноћи и тешког пијанства, Лука у неверици у кревету поред себе затиче мамурног Алексу. Звонимир долази на састанак с Милевицом. Маријана поверава Ади да не жели да буде саучесница у злочину и да је после Брунеровог бесног позива забринута за свој живот. |                    |                 |                                         |                 |                     |
| 229 | 229                | "Епизода 1.229" | Михаило Вукобратовић и Станко Милошевић | Жарко Јокановић | 5. фебруар 2021.    |
| Милева поверава Вукашину да мисли да ће је Звонимир уцењивати, али јој он гарантује да док је њега неће му то проћи. Дијана наставља да пали ватру и убацује Мили у главу да се Алекса због ње пропио. Таман кад су помислили да ће им држати лекције о понашању, Лука и Алекса добијају од Аде податак о томе да Брунер нешто спрема. Истражујући прљаве послове у Кан холдингу, Уна проналази занимљиве доказе који воде ка Матији. Софија приводи крају своју прљаву игру усмерену ка породици Каначки. |                    |                 |                                         |                 |                     |
| 230 | 230                | "Епизода 1.230" | Михаило Вукобратовић и Станко Милошевић | Жарко Јокановић | 9. фебруар 2021.    |
| Панчета сазнаје да је Нада отишла на вештачку оплодњу и љута је што су јој је то прећутано. Ада пожурује Вукашина да што пре заврше оно што су започели у вези с Софијом. Матија добија нову понуду за преотимање богатства Каначких и то од Клаудије. Док се Алекса распитивао код Цолета у вези с убиством, Лука не губи време те позива Уну на састанак. |                    |                 |                                         |                 |                     |
| 231 | 231                | "Епизода 1.231" | Михаило Вукобратовић и Станко Милошевић | Жарко Јокановић | 10. фебруар 2021.   |
| Ада мења стратегију и у борби против Софије почиње да користи услуге инспекторке Стане. Ада жели да осим Софије, Стана контролише и Матију. Брунер захтева хитну седницу управног одбора како би се активирала тачка 7 уговора о докапитализацији. Брзутка долази у Малдиве како би разговарала са Иваном. Када је чула шта Жаклина има да јој каже, Милева је морала да пређе на резервни план - уцену. Вукашин спрема сачекушу за Звонимира. |                    |                 |                                         |                 |                     |
| 232 | 232                | "Епизода 1.232" | Михаило Вукобратовић и Станко Милошевић | Жарко Јокановић | 11. фебруар 2021.   |
| Када је Панчета затражила помоћ од Лиле у томе да удају Аду, а разведу Луку, наишла је на неочекивану реакцију и бес. Исто толико је био љут и Иван кад је чуо за план. Баш као што је упозорила инспекторку Стану да Софију не испушта из вида, Ада сада моли Страхињу и Дијану да учине исто. Вукашин признаје Ади да има ћерку. |                    |                 |                                         |                 |                     |
| 233 | 233                | "Епизода 1.233" | Михаило Вукобратовић и Станко Милошевић | Жарко Јокановић | 12. фебруар 2021.   |
| Софија даје Луки да на искап попије детокс сок. Он не слути да ће после њега завршити без свести и да његова подла женица осим спакованих кофера има још један опасан план. Маријана улеће код Матије у стан и забрањује му да изађе напоље јер је сигурна да му је Брунер спремио свилен гајтан. Страхиња саопштава Нади да више не може овако. |                    |                 |                                         |                 |                     |
| 234 | 234                | "Епизода 1.234" | Михаило Вукобратовић и Станко Милошевић | Жарко Јокановић | 16. фебруар 2021.   |
| Страхиња ставља до знања Уни да мисли да је заљубљена. Лила је шокирана призором Луке и другог мушкарца у кревету док Софија хистерично урла због тога што га је наводно затекла у превари. Она одлази у дом Каначких како би Ади и укућанима испричала шта се догодило и показала Лукине компромитујуће фотографије. |                    |                 |                                         |                 |                     |
| 235 | 235                | "Епизода 1.235" | Михаило Вукобратовић и Станко Милошевић | Жарко Јокановић | 17. фебруар 2021.   |
| Жаклина открива Нади да је у тајности послала њене моделе Ади Каначки, али Аду је ипак много више занимало шта има да јој каже Стана у вези с Матијом и Софијом. Потпуно ван себе, Лука моли Милу да дође код њега, али она није једина која се запутила у хотел. Између Панчете и Јелене избија куршлус око Маринка. |                    |                 |                                         |                 |                     |
| 236 | 236                | "Епизода 1.236" | Михаило Вукобратовић и Станко Милошевић | Жарко Јокановић | 18. фебруар 2021.   |
| Панчета наговара Тићу да спава са Дијаном Ерски. Када се устремила на Аду, Брзутка је доживела неочекивану реакцију, али то је само почетак. Њен сусрет са Матијом прошао је много горе Алекса после много убеђивања објашњава Луки да га је Софија наместила. Док се поверавала свом доскорашњом љубавнику, Софија није ни слутила да је судија Обреновић прешао у супарнички табор. |                    |                 |                                         |                 |                     |
| 237 | 237                | "Епизода 1.237" | Михаило Вукобратовић и Станко Милошевић | Жарко Јокановић | 19. фебруар 2021.   |
| Жаклина је случајно чула део разговора између Миле и Ивана па се упутила према хотелу у коме Лука лечи своју депресију и тугу. Кад су се угледали на вратима, нико није ни покушао да спречи неизбежан налет страсти. Вукашин наставља да спроводи свој план, а у случају с рецепционером, главну улогу одиграће Маринко. Софија врбује Лилу да на суду сведочи у њену корист. Кад је у Лукином кревету затекао рођену ћерку, Вукашин је полудео. |                    |                 |                                         |                 |                     |
| 238 | 238                | "Епизода 1.238" | Михаило Вукобратовић и Станко Милошевић | Жарко Јокановић | 23. фебруар 2021.   |
| После бурне ноћи проведене с Луком, Жаклиница долази кући, али уместо топле добродошлице чека је Панчетина критика. Очајни Вукашин препричава Милевици шта је видео, али не наилази на њено разумевање. Софија напушта дом Каначких, а Дебељко саопштава Јелени да је ћорава као кртица. Маријани нуде Лукине фотографије са мушкарцем у кревету како би их објавила на својој телевизији. |                    |                 |                                         |                 |                     |
| 239 | 239                | "Епизода 1.239" | Михаило Вукобратовић и Станко Милошевић | Жарко Јокановић | 24. фебруар 2021.   |
| Вукашин ван себе саопштава Ади да је затекао Луку у кревету са Жаклином. Пијан Дебељко прави општу забуну код Тиће у локалу где оптужује Панчету да је крива што је Маринка спојила са Јеленом. Пре него што је напустила кућу Каначких, Ада је са одушевљењем уручила Софији поклон за растанак. |                    |                 |                                         |                 |                     |
| 240 | 240                | "Епизода 1.240" | Михаило Вукобратовић и Станко Милошевић | Жарко Јокановић | 25. фебруар 2021.   |
| Када је понудио Софији да ће њеног брата лако вратити у затвор ако им буде стајао на путу, Матија је чуо неочекивано признање и био шокиран. Вишња наставља са љубоморним испадима пред Маринком. Док је ручала са сином који је изашао из затвора, Божидарка је сазнала за његове намере - брат планира да убије сестру. |                    |                 |                                         |                 |                     |
| 241 | 241                | "Епизода 1.241" | Михаило Вукобратовић и Станко Милошевић | Жарко Јокановић | 26. фебруар 2021.   |
| Милева Танкосић прави нову ујдурму − долази код Аде и провоцира Вукашина да ће добити зета и постати деда. У гинеколошкој ординацији Нада и Страхиња сазнају важне вести. Брунер мења тактику и прави потпуни заокрет у плановима − тражи од Јанка да за њега убије. Ада хвата Матију у прислушкивању веома важних података, а Софија добија напад мучнине. |                    |                 |                                         |                 |                     |
| 242 | 242                | "Епизода 1.242" | Михаило Вукобратовић и Станко Милошевић | Жарко Јокановић | 2. март 2021.       |
| Узнемирена због свега што је чула, Панчета у кафићу саопштава Ивану и Тићи да је Вукашин отац Жаклине и да тај податак нико не сме да сазна. Матији се не свиђа што је Софија све ставила на коцку надајући се позитивној одлуци судије Обреновића. Вукашин озбиљно прети Максиму и упозорава га да ће лоше завршити уколико направи неку грешку. Лука изводи Уну на романтичну вечеру у кафану. |                    |                 |                                         |                 |                     |
| 243 | 243                | "Епизода 1.243" | Михаило Вукобратовић и Станко Милошевић | Жарко Јокановић | 3. март 2021.       |
| Побеснели Маринко се појавио код Матије у канцеларији. Уна доводи пијаног Луку кући, а у ходнику их затиче Лила. Кад je чула да је Дијана пристала да на њено место у Кан холдингу запосли Жаклину, Mила je предочила Нади да је можда направила велики проблем. Донка је полудела када је схватича да је Ада ипак заказала седницу управног одбора. Вукашин је највише полудео када је схватио да Лука после Жаклине петља са Уном и да планира да је ожени чим се разведе. |                    |                 |                                         |                 |                     |
| 244 | 244                | "Епизода 1.244" | Михаило Вукобратовић и Станко Милошевић | Жарко Јокановић | 4. март 2021.       |
| У жељи да се ушлихта Ади и покаже како је одбрусила Донки, Јелена уместо видео снимка свог разговора са Донком шаље своје експлицитне снимке под тушем. Док је седела са судијом у ресторану, Софији прилазе Вукашин и Ада. Она схвата да је доживела издају, али још не слути њене размере. Први дан на новом послу, Жаклина сазнаје да се од ње очекује да буде шпијун. |                    |                 |                                         |                 |                     |
| 245 | 245                | "Епизода 1.245" | Михаило Вукобратовић и Станко Милошевић | Жарко Јокановић | 5. март 2021.       |
| Разгоропађена Софија улеће код Матије у канцеларију. Не видевши Луку који се сагнуо да дохвати телефон са пода, Софија насрће на свог љубавника претећи да ће свима све рећи. Сада Лука поставља питања. После свега што је чуо, он жели да отпусти брата из фирме, али га у томе спречава Ада. Звонимир долази у посету Матији и саопштава му да је виђен за одстрел. Софија је у нервном растројству. |                    |                 |                                         |                 |                     |
| 246 | 246                | "Епизода 1.246" | Михаило Вукобратовић и Станко Милошевић | Жарко Јокановић | 9. март 2021.       |
| Вукашин саопштава Максиму да је предао тужиоцу сва документа и да се тужилац пита каква је то особа спремна да рођеног брата стрпа у затвор и то невиног. Док Софија очајава, мајка јој доноси тест за трудноћу, гарантујући јој да ће је две црте вратити у игру. Ада тражи од Маринка да надзире Луку, Уну и Жаклину, али касно. Жаклина улеће у канцеларију код Луке и почиње да га љуби пред шокираном Уном. |                    |                 |                                         |                 |                     |
| 247 | 247                | "Епизода 1.247" | Михаило Вукобратовић и Станко Милошевић | Жарко Јокановић | 10. март 2021.      |
| Матија улази у нови сукоб са Алексом. Жаклина је љубоморна и упозорава Луку да ће Уни бити боље да се склони далеко од њега. Због свега што је видела и чула, Уна плаче у тоалету Кан холдинга, а утеху јој пружа Мила. Тића долази у сукоб са Панчетом. Ада је одушевљена Надиним цртежима, али не слути ко се крије иза њих. Док Алекса изводи Милу у ресторан како би коначно и на миру разговарали о свадби, Лука не губи време са Уном. |                    |                 |                                         |                 |                     |
| 248 | 248                | "Епизода 1.248" | Михаило Вукобратовић и Станко Милошевић | Жарко Јокановић | 11. март 2021.      |
| Уна јасно ставља до знања Луки да јој не прија то што он није раскрстио са другим женама у свом животу. Ада уручује Клаудији УСБ са занимљивим снимком уз налог да свима исприча и покаже шта је на њему. Божидарка не одустаје од Софијине трудноће и моли је да уради тест да би потврдила оно што осећа. Софија је не слуша те са кофером одлази у непознатом правцу. Жаклиница се жали мајки на Луку, а и Лука на њу код Аде. На несрећу, њиховом разговору присуствовао је и Вукашин који због свега изреченог упада у расправу са Лилом. Док се Матија драо на Божидарку захтевајући да му каже где је Софија отишла, у стан улази Максим. |                    |                 |                                         |                 |                     |
| 249 | 249                | "Епизода 1.249" | Михаило Вукобратовић и Станко Милошевић | Жарко Јокановић | 12. март 2021.      |
| Лука је шокиран кад је схватио да Жаклина нема намеру да одустане од њега, а још више га је изненадила чињеница да она верује да су у вези. Да ствар буде гора, у посету му долази и Панчета. Немоћ коју осећа због ситуације са Жаклином, Вукашин је покушао да преброди помоћу Адиних савета. Вишња не успева да исконтролише своју љубомору пред Маринком. Сусрет са Максимом, Матија још дуго неће заборавити. |                    |                 |                                         |                 |                     |
| 250 | 250                | "Епизода 1.250" | Михаило Вукобратовић и Станко Милошевић | Жарко Јокановић | 16. март 2021.      |
| Инспектор Цоле не зна како да дође до крунског доказа против Брунера, али зато Брунер зна како да настави игру па зове Звонимира да Јанка уведе у њихове послове. Након Панчетиних претњи и свега што је у међувремену сазнао, Лука у фирми удара Матију. Он незгодно пада и губи свест. Док окрвављене главе лежи на поду фирме, из лифта излази Донка и оптужује Луку за убиство. Неочекивано, за оно што се десило, Жаклина пред бароницом лажно оптужује себе. |                    |                 |                                         |                 |                     |
| 251 | 251                | "Епизода 1.251" | Михаило Вукобратовић и Станко Милошевић | Жарко Јокановић | 17. март 2021.      |
| Док лежи у болничком кревету, Матија не престаје са лагањем и изигравањем жртве, али Ада ставља тачку на његову жалопојку. Вукашин је бесан што је Жаклина преузела кривицу за оно што се десило Матији, а Панчета трчи да долије уље на ватру. Донка и Звонимир долазе у болницу да Матији понуде нагодбу пре него што га полиција саслуша. |                    |                 |                                         |                 |                     |
| 252 | 252                | "Епизода 1.252" | Михаило Вукобратовић и Станко Милошевић | Жарко Јокановић | 18. март 2021.      |
| Лука пита Жаклину како да јој се одужи за све што је урадила за њега, али да ли му се свидело то што она има на уму? Панчета тражи од Тиће да јој буде саучесник у њеној новој суманутој идеји. Након Матијиних упозорења, Маријана открива своје адуте и саопштава му своја правила. По анонимном договору за састанак, код Аде у кућу стиже Нада у пратњи Жаклине. Јанкове претње упућене Дебељку чуо је још неко. Матија је шокиран када је сазнао од Божидарке да је Софија можда остала у другом стању. |                    |                 |                                         |                 |                     |
| 253 | 253                | "Епизода 1.253" | Михаило Вукобратовић и Станко Милошевић | Жарко Јокановић | 19. март 2021.      |
| Мили је преко главе Јелениног забијања главе у песак и зато јој пред Маринком саопштава да је Дебељко воли. Када му је рекла шта је урадила, Дебељко се у Малдивима срушио као свећа. После Донке и Звонимира, Матији нагодбу нуди и Алекса. Клаудија се састаје са министарком и тражи од ње да се види с Матијом како би разговарали о ситуацији која се догодила између њега и Жаклине. Милеви је јасно да јој прете. Јанко пребија Луку у канцеларији. Док је Уна Луки видала ране, у канцеларију упада Жаклина којој то не одговара. Матија поверава Ади да су Донка и Звонимир били у болници и да су му понудили да буде Брунеров шпијун. Аду ипак више занима шта му је понудио Алекса. |                    |                 |                                         |                 |                     |
| 254 | 254                | "Епизода 1.254" | Михаило Вукобратовић и Станко Милошевић | Жарко Јокановић | 23. март 2021.      |
| У бесу, Жаклина упада код Уне у канцеларију, започиње свађу и ставља јој до знања да је Лука њен. Милева се састаје са Матијом, а он јој нуди помоћ да уклоне Уну. Јелена је уверена да је Мила смислила да је Дебељко заљубљен у њу зато што јој се не свиђа Маринко и зато што је љубоморна. Кад се сретне с Донком, Божидарка је на трагу Софији. Нада добија болове. |                    |                 |                                         |                 |                     |
| 255 | 255                | "Епизода 1.255" | Михаило Вукобратовић и Станко Милошевић | Жарко Јокановић | 24. март 2021.      |
| Маринко је одлучио да преузме кораке. Његова чежња за Вишњом предуго траје и зато више не околиша него јој чврстим загрљајем показује колико му значи. Страхиња проналази Наду на поду у боловима. Донка вади кеца из рукава и изненађује све својим предлогом за заменика директора Кан холдинга. |                    |                 |                                         |                 |                     |
| 256 | 256                | "Епизода 1.256" | Михаило Вукобратовић и Станко Милошевић | Жарко Јокановић | 25. март 2021.      |
| Донка враћа Софију у игру као заменика директора Луке Каначког. Сви су запрепашћени, а посебно Лука. Софија је срећна јер је женама у фирми саопштила да је она заменица, а Матији објаснила да њих двоје више не постоје. Ипак, Жаклина јој стаје на пут и то користећи песнице. |                    |                 |                                         |                 |                     |
| 257 | 257                | "Епизода 1.257" | Михаило Вукобратовић и Станко Милошевић | Жарко Јокановић | 26. март 2021.      |
| Иако је само Брунеров пијун, Софија сматра да је њен нов положај у фирми игра на све или ништа. Да би јој забиберила боравак у Кан холдингу, Ада одлучује да укључи још једног играча - Софијиног брата који добија задатак да буде њена сенка. Једна вест која јој стиже од Ивана избацила је Аду из такта - Софијина трудноћа. |                    |                 |                                         |                 |                     |
| 258 | 258                | "Епизода 1.258" | Михаило Вукобратовић и Станко Милошевић | Жарко Јокановић | 30. март 2021.      |
| Лука је шокиран кад му је Ада саопштила да ће постати двоструки тата јер су Софија и Жаклина трудне. Подаци се брзо шире па Панчета преноси Жаклини да је Софија трудна с Луком. Ипак, она остаје пренеражена кад је од Аде сазнала да је и њена Жаклина у другом стању с Луком. У општој пометњи, Вукашин саопштава Луки да је Жаклина његова ћерка. |                    |                 |                                         |                 |                     |
| 259 | 259                | "Епизода 1.259" | Михаило Вукобратовић и Станко Милошевић | Жарко Јокановић | 31. март 2021.      |
| Максим обавештава мајку да је поднео кривичну пријаву против сестре због убиства оца. Када је Вукашин запосленима представио нове колеге Маринка и Стану, Катарини није било добро. Брзутки је за петама Јанко који јој уз претњу ножем тражи да сина убеди да Софија није крива. Док је Уна у сузама саопштавала Луки своју одлуку, њене аргументе чула је и Жаклина. На Донкин позив, у Кан холдинг стижу стручњаци из иностранства. |                    |                 |                                         |                 |                     |
| 260 | 260                | "Епизода 1.260" | Михаило Вукобратовић и Станко Милошевић | Жарко Јокановић | 1. април 2021.      |
| Након сазнања да је њен покојни супруг Бошко имао двоје ванбрачне деце и да ће они сада по Донкином налогу почети да раде у Кан холдингу, Ада не зна шта јој је чинити, али зато Софија зна и јасно им даје упутства на кога да обрате пажњу. Вукашин хвата Вишњу и Маринка у страсном загрљају, али не успева да спречи да ту исту сцену види и Лила. |                    |                 |                                         |                 |                     |
| 261 | 261                | "Епизода 1.261" | Михаило Вукобратовић и Станко Милошевић | Жарко Јокановић | 2. април 2021.      |
| Бошкова ванбрачна деца Нора и Вид, на ручку са Донком, Софијом и Звонимиром полако почињу да схватају закулисне радње опасне екипе и зато кују сопствени план. Дијана поново пали ватру, а овога пута мета је Матија. Она му пуни главу идејом да би Ада лако могла свој део наследства планиран за Матију да преусмери на своје нове пасторке. Кад је угледала Вида у ходнику Кан холдинга, Уна пада у несвест. |                    |                 |                                         |                 |                     |
| 262 | 262                | "Епизода 1.262" | Михаило Вукобратовић и Станко Милошевић | Жарко Јокановић | 6. април 2021.      |
| Вукашин је решен да истера ствари на чистац и о томе обавештава Милену. Одлучио је да каже Жаклини да је он управо њен отац. Док је шармирао колегинице по фирми својим добрим памћењем, Вид се прави да не познаје Уну и чак јој пружа руку како би јој се представио. Ада се плаши да ће близанци морати да буду подвргнути ДНК анализи како би се утврдило да ли је Бошко заиста био њихов отац. Уна у сузама долази код Аде и признаје да је у Америци била са Видом али се он тада звао Марко. Уну брине чињеница да Вид има материјал којим ће је уцењивати. |                    |                 |                                         |                 |                     |
| 263 | 263                | "Епизода 1.263" | Михаило Вукобратовић и Станко Милошевић | Жарко Јокановић | 7. април 2021.      |
| Софија враћа Јанка у игру и поставља га на место Дебељковог заменика. Жаклина долази у изненадну посету Ади и саопштава јој да не воли кад је поистовећују с мајком и да је она иста свој покојни отац. Њихов разговор чуо је и Вукашин који одлучује да прекине круг лажи и да Жаклини саопшти истину. Упркос опасности на коју га је Маријана упозорила, Алекса наваљује да га она одведе код Брунера. Кад су близанци питали за своје канцеларије у Кан холдингу, добили су у лице сасвим неочекиван одговор од Луке. |                    |                 |                                         |                 |                     |
| 264 | 264                | "Епизода 1.264" | Михаило Вукобратовић и Станко Милошевић | Жарко Јокановић | 8. април 2021.      |
| Дијана напада Наду и оптужује је за плагијате цртежа. Када је у Унину канцеларију ушла Стана како би поставила камеру, Вид је тражио од бивше инспекторке да је уклони, али њен одсечан одговор му се нимало није свидео. У већ узбуркану атмосферу Кан холдинга, нове таласе уноси нови запослени радник Максим Шубаревић. На састанку са Маријаном, Ада захтева нове потезе у вези са Брунером. Након одвратних увреда на његов рачун, Лука насрће на Софију. |                    |                 |                                         |                 |                     |
| 265 | 265                | "Епизода 1.265" | Михаило Вукобратовић и Станко Милошевић | Жарко Јокановић | 9. април 2021.      |
| Дијана затиче занимљив призор у Жаклининој канцеларији - Вид креће у акцију! Ипак, креаторка није стигла превише да се радује врућем трачу јер је од Страхиње добила последње упозорење - ако не престане да малтретира Наду, Ада ће сазнати неке занимљиве детаље о њој. Када је Мила обавестила Алексу да у фирми почиње да ради Софијин брат, сазнала је да је и то део Адиног великог плана. |                    |                 |                                         |                 |                     |
| 266 | 266                | "Епизода 1.266" | Михаило Вукобратовић и Станко Милошевић | Жарко Јокановић | 13. април 2021.     |
| Брунер ангажује Донку да се једној важној особи увуче у кревет и тако му да алиби. У дом Каначких долазе Матија и Клаудија како би целој породици саопштили да су се венчали. Лука и Уна се топе у близини једно другог, а Лука признаје оно што му лежи на срцу. Тића се шокирао када је схватио ко улази у његов локал. |                    |                 |                                         |                 |                     |
| 267 | 267                | "Епизода 1.267" | Михаило Вукобратовић и Станко Милошевић | Жарко Јокановић | 14. април 2021.     |
| Тића обавештава Ивана да Малдиви иду на добош. Дијана обавештава особље Кан холдинга да се Матија тајно венчао Клаудијом и да чекају бебу. Софија ставља Матијину руку на свој стомак и открива му да ће постати отац двоје деце. Цоле добија важан податак и дели га са Алексом, док Милева и Ада укрштају копља у клубу. |                    |                 |                                         |                 |                     |
| 268 | 268                | "Епизода 1.268" | Михаило Вукобратовић и Станко Милошевић | Жарко Јокановић | 15. април 2021.     |
| Маријана појашњава Ади тренутак Матијиног и Клаудијиног венчања. С једне стране, њих двоје желе Адине паре, а са друге, од Брунера желе… Тужна због свега што се десило, Жаклина се поверава Нади, очајна што је Лука не воли. Док се Тића поверавао Ивану због проблема са Софијом и кафићем, Страхиња је коначно сазнао шта отац крије од њега. |                    |                 |                                         |                 |                     |
| 269 | 269                | "Епизода 1.269" | Михаило Вукобратовић и Станко Милошевић | Жарко Јокановић | 16. април 2021.     |
| Пошто је Лука затражио од Вида да изађе из канцеларије како би разговарао са Уном, чуо је нешто што му је запарало уши. Уна поверава Ади да је веома уплашена да Лука не сазна да је у Америци била у вези са Видом, а од ње добија савет који јој се није претерано допао. Страхиња и Иван покушавају да освесте Тићу који лежи на поду Малдива. Вид нема стида па са мувања Жаклине и Уне прелази на Милу. Матија поново завршава у Софијином кревету, а овога пута њихов занос био је овековечен камером. |                    |                 |                                         |                 |                     |
| 270 | 270                | "Епизода 1.270" | Михаило Вукобратовић и Станко Милошевић | Жарко Јокановић | 20. април 2021.     |
| Из телефонског разговора са Милевом, Вишња и Лила случајно сазнају да је Жаклина Вукашинова ћерка. Алекса подноси Ади извештај у вези са посетом докторовој жени која је на самрти. Иако свесни да су изгледи мали, обоје се надају да ће им пре смрти рећи ко је убио њеног мужа, али и Бошка. Клаудија подноси извештај Брунеру и том приликом додатно закопава Матију који и не слути да је само пијун у њиховој бескрупулозној игри. Цоле изводи Катарину на вечеру и показује јој папир на ком пише да је коначно слободан, али слободи се подједнако радује и Стана која насред Кан холдинга флертује са Маринком. |                    |                 |                                         |                 |                     |
| 271 | 271                | "Епизода 1.271" | Михаило Вукобратовић и Станко Милошевић | Жарко Јокановић | 21. април 2021.     |
| Софија директно тражи од Норе да смести Алекси. Због односа између Луке и Алексе, Жаклина је веома несрећна. Звонимир упозорава Матију да је на Брунеровом списку за одстрел. Вид провоцира Луку да уради ДНК тест како би се проверило да ли је он уопште Бошков син. По завршетку састанка са Вукашином и Алексом, Софија намерно испушта папире како би под столом оставила свој мобилни телефон подешен на аудио снимање. Софија Жаклини открива ко јој је отац. |                    |                 |                                         |                 |                     |
| 272 | 272                | "Епизода 1.272" | Михаило Вукобратовић и Станко Милошевић | Жарко Јокановић | 22. април 2021.     |
| Лукину нервозу после непријатног разговора са провокатором Видом лечи Ада која му јасно ставља до знања да не постоји ни промил шансе да није Бошков син. На степеништу Кан холдинга Вид сусреће своју нову жртву − рањиву и уплакану Жаклину којој се цео свет срушио пред очима. Она тражи да је одведе негде, па заједно завршавају у кревету хотелске собе. Кад је Брзутку затекао са Милевицом у кафани, Вукашин ју је брже-боље отерао је уз поруку да јој се ћерки црно пише. Након Тићиног изласка из болнице, Панчета наваљује да јој Тића каже какав је то био стрес због кога није умало умро. Маријана у Клаудијином телефону проналази компромитујући снимак - Матију и Софију у врелој акцији. |                    |                 |                                         |                 |                     |
| 273 | 273                | "Епизода 1.273" | Михаило Вукобратовић и Станко Милошевић | Жарко Јокановић | 23. април 2021.     |
| Вукашин прича Ади своју тужну причу - Жаклина је сазнала да јој је он отац, заљубљена је у мушкарца који воли другу и на крају је отишла са Видом. Очајан, он завршава у кафани и то са Лилом. Тића жели да објасни Страхињи због чега му је позлило и саопштава му да му је мајка у лудници. Забрињава га највише чињеница да доктори мисле да је њена болест наследна. Када му се пожалила да је боли глава, Жаклина од Вида добија таблете од којих ће јој наводно бити боље. Матија прети Клаудији убиством. |                    |                 |                                         |                 |                     |
| 274 | 274                | "Епизода 1.274" | Михаило Вукобратовић и Станко Милошевић | Жарко Јокановић | 27. април 2021.     |
| Звонимир сазнаје ко је тражио да Клаудија буде окупана вином. Маријана одлази код Аде и саопштава јој шта је видела у Клаудијином телефону. Иако делимично запрепашћена оним што је чула, Ада не губи време, већ прави замку. У жељи да се обрачуна са Софијом због онога што је приредила Жаклини, Максим наседа на провокације и диже руку на сестру, али стицајем околности удара мајку која завршава на поду. |                    |                 |                                         |                 |                     |
| 275 | 275                | "Епизода 1.275" | Михаило Вукобратовић и Станко Милошевић | Жарко Јокановић | 28. април 2021.     |
| Ван себе од страха и стреса, Матија улази у конференцијску салу Кан холдинга, прекида Адин састанак са Алексом и Луком и објашњава да хоће да га убију. Уместо саосећања, он увиђа Адину реакцију која показује да је његовој глуми дошао крај. Кад је угледала Вида и Милу у ресторану, Дијана прави невиђени скандал. Максим нуди Нори несвакидашњу понуду. Како би повратила Жаклинину наклоност, Панчета предлаже Ивану и Тићи да јој дају читуљу у новинама. Страхиња саопштава друговима да ће Нада можда морати да побаци. Ада показује Матији УСБ који га може послати на вишегодишњу робију. |                    |                 |                                         |                 |                     |
| 276 | 276                | "Епизода 1.276" | Михаило Вукобратовић и Станко Милошевић | Жарко Јокановић | 29. април 2021.     |
| Дијана Ерски говори Алекси да је Мила била на ручку са Видом због чега је он љубоморно напустио канцеларију. Ада је позвала Матију и предочила му шта се све налази на УСБ и предала му дневник његове мајке у којем се налазе разлози зашто га још увек штити од затвора. Клаудија показује Софији снимак секса са Матијом. Мила упада у Дијанину канцеларију и прети јој. |                    |                 |                                         |                 |                     |
| 277 | 277                | "Епизода 1.277" | Михаило Вукобратовић и Станко Милошевић | Жарко Јокановић | 30. април 2021.     |
| Када је видео да Звонимир узнемирава Аду у ресторану, Иван губи живце и насрће на њега. Због претњи и новца који јој Клаудија тражи, Софија издаје наређење Јанку, али није рачунала да ће он одбити да јој учини услугу. Од докторове супруге која је на самрти Алекса добија податке који су му само додатно унели немир у живот. Без речи, Вукашин долази код Вида. Ада се не зауставља − решена је да све истера на чистац па позива амбасадора и саопштава му да зна да је у клуб ушао празног кофера, а изашао са кофером пуним пара. Нада сазнаје болну истину. |                    |                 |                                         |                 |                     |
| 278 | 278                | "Епизода 1.278" | Михаило Вукобратовић и Станко Милошевић | Жарко Јокановић | 4. мај 2021.        |
| Дијана је дошла код Аде да јој постави ултиматум или она или Мила. Дијана није једина која жели обрачун са Милом, ту је и Жаклиница. Вукашин објашњава свој план Милеви и каже јој да под хитно мора да делује, али не са политичког положаја, већ са положаја луде таште. Иако је тражила да прекину сваки контакт, Маринко не одустаје од Вишње што за последицу има и пољубац. Звонимир је сатеран у ћошак кад се нашао између две ватре − Цолета и Стане. Клаудија се не осећати толико самопоуздано јер је схватила да Матија зна нешто што она не зна. Софија добија шамар за памћење. |                    |                 |                                         |                 |                     |
| 279 | 279                | "Епизода 1.279" | Михаило Вукобратовић и Станко Милошевић | Жарко Јокановић | 5. мај 2021.        |
| Ада је ван себе од шока када је видела кога јој је Лила довела. Уна је сигурна да се нешто дешава са Матијом, али не успева да схвати шта он спрема. Пошто се договорила са Вукашином, Милева започиње остварење свог плана и одлази да испрепада будућег зета Вида. Софији се није свидело то што је Брунер имао да јој каже, нарочито кад јој је ставо до знања да зна да је покушала да се реши Клаудије. Како би себи подигла морал, Софија позива Нору и саопштава јој да је време да Алекса постане лош момак. Жаклина долази код Панчете. |                    |                 |                                         |                 |                     |
| 280 | 280                | "Епизода 1.280" | Михаило Вукобратовић и Станко Милошевић | Жарко Јокановић | 6. мај 2021.        |
| Вишња схвата да Филипов долазак није случајан и да је Лилина намера да Аду на тај начин одвоји од Ивана. Док су присно седели на ручку у Клуб, изненада долази Иван, а сцена коју је затекао није му се нимало свидело. Због тога се Ада одлучује на радикалнији потез. Софија предаје кофер Клаудији која је решена да настави мучење. Када је схватила да се Жаклина није вратила већ да је само дошла да је види, Панчети је препукло срце. |                    |                 |                                         |                 |                     |
| 281 | 281                | "Епизода 1.281" | Михаило Вукобратовић и Станко Милошевић | Жарко Јокановић | 7. мај 2021.        |
| Док се Жаклина све више зближава са Видом, Милева се обраћа Маријани за помоћ у вези са ћерком и њеним изабраником. Кад је коначно отворила кофер са новцем, Клаудија је схватила колико је потценила Софију. Пошто је завршила у кревету са Орландом, министарка га упозорава да никоме не сме да каже за њихову тајну. Иванову и Адину романтичну вечеру изненада прекидају Лука и Уна са Алексом и Милом. |                    |                 |                                         |                 |                     |
| 282 | 282                | "Епизода 1.282" | Михаило Вукобратовић и Станко Милошевић | Жарко Јокановић | 11. мај 2021.       |
| Луки није било добро кад је налетео на Адину дрскост. Кад је у свом дому угледала збуњену Нору, Ада је била више него изненађена. Матија нема намеру да одустане од својих пакосних планова па сада плете мрежу око Луке, пунећи му главом причу да су Вид и Уна били заједно док су живели у Америци. Лука одлази у њихову канцеларију и пита их када су мислили да му кажу да су били у шеми. |                    |                 |                                         |                 |                     |
| 283 | 283                | "Епизода 1.283" | Михаило Вукобратовић и Станко Милошевић | Жарко Јокановић | 12. мај 2021.       |
| Пошто је прекинула Видов и Маријанин састанак, Жаклина је полила конкуренткињу водом. Максиму се није свидео покушај дириговања који Брунер спроводи преко Донке. Како је претерао са недоличним понашањем, Лука од Аде добија шамар. Матија се запрепастио кад је сазнао да је Лила дала Ади дневник његове мајке. Докторова жена стиже у дом Каначких. |                    |                 |                                         |                 |                     |
| 284 | 284                | "Епизода 1.284" | Михаило Вукобратовић и Станко Милошевић | Жарко Јокановић | 13. мај 2021.       |
| Брунер позива Звонимира како би му саопштио план деловања након ископавања тела Бошка Каначког. Стана уцењује Маринка и прети да ће рећи Вукашину за његов проблемчић. Докторова жена предаје Ади нотес свог покојног мужа у коме је бележио све обдукције које је вршио, као и диктафон. Док се Лука опија због Уне, у кафану улази Максим. |                    |                 |                                         |                 |                     |
| 285 | 285                | "Епизода 1.285" | Михаило Вукобратовић и Станко Милошевић | Жарко Јокановић | 14. мај 2021.       |
| Софија jе полуделa кад јој je Нора саопштилa да је поцепала папир са Алексиним бланко потписом. Док je седeлa на ручку са Милом и Уном, Вукашин јавља Ади да је ископавање завршено, али наставак његове приче оставио ју је без текста. Донка упозорава Божидарку да обузда сина, а Милева наређује Дијани да Жаклиницу како зна и уме задржи у Кан холдингу. Збуњени Вукашин не зна шта да мисли због свега што се десило са Бошковим ископавањем, а Вид не може да обузда бес. |                    |                 |                                         |                 |                     |
| 286 | 286                | "Епизода 1.286" | Михаило Вукобратовић и Станко Милошевић | Жарко Јокановић | 18. мај 2021.       |
| У полицијској станици разјарени Вид започиње вербални окршај са Луком, а пошто му је рекао да ће његова мајка мафијашица трунути у затвору, Лука без пардона узвраћа ударац песницом. Донка је једва дочекала својих 5 минута, па тако у клубу са задовољством саопштава Ивану да му је девојка ухапшена. Ада је шокирана оним што је чула у притвору, а инспектор јој таксативно наводи која сва кривична дела јој стављају на терет. |                    |                 |                                         |                 |                     |
| 287 | 287                | "Епизода 1.287" | Михаило Вукобратовић и Станко Милошевић | Жарко Јокановић | 19. мај 2021.       |
| У разговору са Видом, Жаклина изражава сумњу да постоји могућност да крађу Бошкових посмртних остатака није извршила Ада већ неко ко се плаши негативног резултата анализе. Вукашину није било право када је схватио да му Вишња пребацује за Адино хапшење. Лила има сумануту идеју па са личном картом одлази у полицију и признаје инспектору да је она украла тело Бошка Каначког. Звонимир обавештава Јанка да је дошло време. |                    |                 |                                         |                 |                     |
| 288 | 288                | "Епизода 1.288" | Михаило Вукобратовић и Станко Милошевић | Жарко Јокановић | 20. мај 2021.       |
| После Лиле и Панчета долази код инспектора како би дала изјаву. Вукашин и Дода предају Цолету занимљив снимак на ком се налази кључан човек директора гробља. Максим је чуо веома важан податак − Донку која издаје Брунерово наређење. |                    |                 |                                         |                 |                     |
| 289 | 289                | "Епизода 1.289" | Михаило Вукобратовић и Станко Милошевић | Жарко Јокановић | 21. мај 2021.       |
| Луди Бајо изазива Ивана и оптужује га за саучесништво са Адом. Максим упозорава Нору да се на пар дана склони из града јер мисли да ће трпити невероватне притиске, али она не намерава да га послуша. Управо због тога улази у нови сукоб са Видом. Вукашин доноси нове лоше вести. |                    |                 |                                         |                 |                     |
| 290 | 290                | "Епизода 1.290" | Михаило Вукобратовић и Станко Милошевић | Жарко Јокановић | 25. мај 2021.       |
| Маријана обавештава Аду да њени пријатељи нису успели да пронађу Брунера. Пошто га је Максим обавестио о томе шта Вид намерава, Алекса упада у канцеларију код Норе и узима лажни документ. Кад су се Стана и Маринко у ресторану случајно срели са Цолетом и Катарином, Катарина је схватила да је Цоле љубоморан на своју бившу жену и пада јој мрак на очи. Покушавајући да убеди тетку да ће учинити све да јој докаже да је више не лаже, Матија је добио конкретан захтев од Аде - да оде код свог оца у затвор. Брунер отворено прети Клаудији и саопштава јој да ће је свирепо казнити. Додина идеја са пожаром доноси резултате. |                    |                 |                                         |                 |                     |
| 291 | 291                | "Епизода 1.291" | Михаило Вукобратовић и Станко Милошевић | Жарко Јокановић | 26. мај 2021.       |
| Тића добија савет од Наде да Страхињи каже истину. Вукашин предаје свом пријатељу из полиције УСБ са важним доказима које је прикупио. После панике и лажног пожара у клубу, Клаудија схвата да јој је неко украо телефон. Сви су шокирани кад су од Брзутке чули да ће Ада и она постати баке. |                    |                 |                                         |                 |                     |
| 292 | 292                | "Епизода 1.292" | Михаило Вукобратовић и Станко Милошевић | Жарко Јокановић | 27. мај 2021.       |
| Иванова и Адина љубав цвета, а сви су пресрећни због Дебељка и Јелене. Сада се само чека Тићино освајање Панчете. Вукашин проналази пијану Жаклину за шанком и растерује њеног удварача. Бесна због замке коју су јој наместили, Клаудија упада код Матије у стан захтевајући да јој он врати мобилни телефон. Она није ни слутила кога ће тамо затећи. Док је срећан шетао улицом после сусрета са Адом, Ивана изненада нападају ножем и он са тешким повредама пада на плочник. |                    |                 |                                         |                 |                     |
| 293 | 293                | "Епизода 1.293" | Михаило Вукобратовић и Станко Милошевић | Жарко Јокановић | 28. мај 2021.       |
| Звонимир преноси Донки вести од Брунера и каже да је неко краћи за главу. Док је седео са Милевом, Вукашин позива своје везе у полицији и распитује се о томе да ли се у Београду претходне ноћи догодило неко убиство. Када је чуо одговор, следио се. Жаклина отворено пита Вида да ли је геј, а Страхиња се спрема на тешке дане који га очекују у Словенији. Када је пришао Јелени у жељи да је пољуби, Дебељко је доживео хладан туш. Алекса и Лука одлазе у болницу. |                    |                 |                                         |                 |                     |
| 294 | 294                | "Епизода 1.294" | Михаило Вукобратовић и Станко Милошевић | Жарко Јокановић | 1. јун 2021.        |
| У сред несреће која их је задесила, Лила не одустаје од свог проводаџисања и намеће Доду као решење за Адине невоље. Доктор подноси извештај и наводи да Иван јако лоше реагује на дијализу и да је неопходно да се што пре нађе одговарајући давалац бубрега. Ада и Алекса се одмах пријављују, а Лука хвата маглу. Стана прибавља доказ у вези са Ивановим покушајем убиства. |                    |                 |                                         |                 |                     |
| 295 | 295                | "Епизода 1.295" | Михаило Вукобратовић и Станко Милошевић | Жарко Јокановић | 2. јун 2021.        |
| Доктор обавештава породицу да се можда појавио одговарајући давалац за Иванов бубрег и сада се сви питају ко је то. Брунер је бесан на Јанка и наређује му да одмах оде у болницу и доврши посао. Сви су љути и на Луку који као да занемарује цело стање са Иваном. Између Норе и Вида избија нова свађа. Брзутка открива Софијину тајну, а Софија јој прети да ће је убити уколико било коме каже. |                    |                 |                                         |                 |                     |
| 296 | 296                | "Епизода 1.296" | Михаило Вукобратовић и Станко Милошевић | Жарко Јокановић | 3. јун 2021.        |
| Ивану је обезбеђен бубрег, а Ада је пресрећна. Док ју је Милева испитивала о Виду, Жаклина добија напад мучнине и отрчава у тоалет. Лука даје Алекси папире на потпис, а Алекса је шокиран. Иван одлази у операциону салу, а одмах за њим на колицима превозе и даваоца - сви су у шоку. |                    |                 |                                         |                 |                     |
| 297 | 297                | "Епизода 1.297" | Михаило Вукобратовић и Станко Милошевић | Жарко Јокановић | 4. јун 2021.        |
| Доктор саопштава породици да је операција одложена. Када су Цоле, Стана, Вукашин и Маринко притиснули Јанка, измамили су од њега признање, али... Ада саопштава Доди да је дошао тренутак да започну са својим планом. Софија покушава да одговори Матију од одласка на обалу реке где га је позвао Јанко. Док она верује да је реч о намештаљци, Матија се нада да га је Брунер помиловао и да ће га вратити у посао. |                    |                 |                                         |                 |                     |
| 298 | 298                | "Епизода 1.298" | Михаило Вукобратовић и Станко Милошевић | Жарко Јокановић | 8. јун 2021.        |
| Страхиња је потпуно сломљен чињеницом да га мајка једног тренутка препознаје, а другог не. Када су се заједно појавили у просторијама Кан холдинга, Вид и Жаклина су изазвали велику пажњу, нарочито кад су саопштили новости. На њихову представу није насела Нора која је одмах покушала да сазна од брата шта је тачно наумио. Лука саопштава Алекси да има план, а Матија Ади да ће урадити оно што је тражила од њега. На Тићино запрепашћење, Дијана наставља са ширењем погрешних података. Софија добија наређење. |                    |                 |                                         |                 |                     |
| 299 | 299                | "Епизода 1.299" | Михаило Вукобратовић и Станко Милошевић | Жарко Јокановић | 9. јун 2021.        |
| Осим што је лагао Наду да је сусрет са мајком протекао у најбољем реду, Страхиња јој саопштава и своју одлуку - остаће у Словенији неко време. Брзутку је обрадовала вест да је пресуда против Максима поништена и да ће добити велику одштету од државе. Катарина је од Цолетових речи помислила да је дошао да је проси, али он има друге планове. Дебељко се враћа у Нема наде како би пронашао снимке себе и Јелене, али уместо тога у кафани налеће на Матију. |                    |                 |                                         |                 |                     |
| 300 | 300                | "Епизода 1.300" | Михаило Вукобратовић и Станко Милошевић | Жарко Јокановић | 10. јун 2021.       |
| Страхиња поверава Луки да је уверен да се погоршање здравственог стања његове мајке догодило због осећаја гриже савести јер га је оставила док је још био дете. Дијана прави нову ујдурму у Кан холдингу. Дебељко показује Јелени доказ да су се љубили у кафани, а и она се даље правда губитком памћења од пијанства. Ипак, Дебељка њени изговори не занимају. Живчано растројен због будућег сусрета са оцем, Матија одлази код Аде по упутства. Кад је схватио о чему се ради, мислио је да се тетка шали. |                    |                 |                                         |                 |                     |
| 301 | 301                | "Епизода 1.301" | Михаило Вукобратовић и Станко Милошевић | Жарко Јокановић | 11. јун 2021.       |
| Брунер издаје ново наређење Софији - ако већ она не може да докрајчи Ивана нека то уради њен брат. Јелена јури Дебељка по фирми, а када су се коначно срели, имала је шта да му каже. На ручку са Катарином и њеним ћеркама, Цоле сазнаје много занимљивих детаља. Цео град сазнаје - Жаклина чека Лукину бебу. |                    |                 |                                         |                 |                     |
| 302 | 302                | "Епизода 1.302" | Михаило Вукобратовић и Станко Милошевић | Жарко Јокановић | 15. јун 2021.       |
| Милева пред окупљеним новинарима саопштава да је њена ћерка трудна и да ће се удати за Луку Каначког. Када је Уна видела овај прилог на телевизији, доживела је шок. Донка тражи од Звонимира да обрлати Нору, а Вукашин, Лука и Алекса одлазе да се обрачунају са Милевом. |                    |                 |                                         |                 |                     |
| 303 | 303                | "Епизода 1.303" | Михаило Вукобратовић и Станко Милошевић | Жарко Јокановић | 16. јун 2021.       |
| Иван не може да верује шта му се дешава. Прво му се Ада обратила са љубави, а после стиже и његов блудни син који није хтео ни да га погледа. Матија одлази у затвор код оца и тражи да потпише папир који ће му спасити живот. Отац му поверава да није он убио Бошка Каначког него да га је отровао други човек. |                    |                 |                                         |                 |                     |
| 304 | 304                | "Епизода 1.304" | Михаило Вукобратовић и Станко Милошевић | Жарко Јокановић | 17. јун 2021.       |
| Лука и Иван по први пут нормално разговарају. Лука га моли да му опрости. Иван га уверава да није убио његову мајку Олгу. Ада показује Вукашину признање Матијиног оца у коме стоји да је Брунер наручилац Бошковог убиства, а он саучесник. Ипак, име које је дописано збуњује Вукашина јер је у питању човек који је сипао Бошку отров у храну. Ада га је питала ко је то. |                    |                 |                                         |                 |                     |
| 305 | 305                | "Епизода 1.305" | Михаило Вукобратовић и Станко Милошевић | Жарко Јокановић | 18. јун 2021.       |
| Алекса и Лука са својим девојкама стижу у клуб. Бајо успева да дошапне Алекси да је Лука платио Маријани да му наместе порнић. Алекса се враћа за сто с грчем на лицу, а када су сви подигли чаше и наздравили, он им се није придружио. |                    |                 |                                         |                 |                     |
| 306 | 306                | "Епизода 1.306" | Михаило Вукобратовић и Станко Милошевић | Жарко Јокановић | 22. јун 2021.       |
| Ада је бесна и држи буквицу Вукашину јер је закаснио да јој одговори ко је човек који је отровао Бошка а чије је име исписао Матијин отац. И док се Вукашин оправдавао и покушавао да нађе праве речи, Лила је због жустре расправе коју је чула прислушкујући иза врата остала пренеражена. Свесна да је направила глупост и повредила Јелену, Панчета долази у Кан холдинг да се искупи и направи пар корака пре других. |                    |                 |                                         |                 |                     |
| 307 | 307                | "Епизода 1.307" | Михаило Вукобратовић и Станко Милошевић | Жарко Јокановић | 23. јун 2021.       |
| Донка посећује Софију и саопштава јој да јој време истиче и да јој је Брунер оставио недељу дана да реши ситуацију с Лилиним гласом на седници управног одбора. Матија не зна како да поврати Адино поверење, а она му нуди избор између Донке и Милевице. У међувремену, Јанко се ушуњао у болничку собу у којој лежи Иван Ожеговић |                    |                 |                                         |                 |                     |
| 308 | 308                | "Епизода 1.308" | Михаило Вукобратовић и Станко Милошевић | Жарко Јокановић | 24. јун 2021.       |
| Матија нуди Донки договор − треба да сазна где се налази леш Бошка Каначког а заузврат ће добити награду какву прижељкује. |                    |                 |                                         |                 |                     |
| 309 | 309                | "Епизода 1.309" | Михаило Вукобратовић и Станко Милошевић | Жарко Јокановић | 24. јун 2021.       |
| Иван се радује изласку из болнице јер жели све да изгрли а посебно Аду и зато је за њега била као хладан туш њена изјава да она сутра неће бити ту. |                    |                 |                                         |                 |                     |
| 310 | 310                | "Епизода 1.310" | Михаило Вукобратовић и Станко Милошевић | Жарко Јокановић | 25. јун 2021.       |
| Само Иван зна Адину тајну, али ником не сме да је открије. Ада је отишла право Брунеру у руке. |                    |                 |                                         |                 |                     |
| 311 | 311                | "Епизода 1.311" | Михаило Вукобратовић и Станко Милошевић | Жарко Јокановић | 25. јун 2021.       |
| Брунер Адин долазак одмах жели да искористи верујући да ће му се овог пута препустити. Дода и Стана су поставили камере и све прате, али само до једног тренутка када се у потпуности изгубила слика. |                    |                 |                                         |                 |                     |